# Historia económica de Francia
Para la situación económica  en la antigua Roma y Galia.
Este artículo se refiere a la historia económica de Francia y se inicia en el año 476, con la caída del Imperio romano de Occidente.

## La crisis financiera de Francia en la Alta Edad Media
| Población                            | PBI por habitante (estimación para Europa occidental, en dólares americanos de 1990) | Tendencia económica            | Repartición sectorial   |
| ------------------------------------ | ------------------------------------------------------------------------------------ | ------------------------------ | ----------------------- |
| 12 millones en 400 6 millones en 850 | 450 al inicio 400 en el año 1000                                                     | regresión, luego estancamiento | principalmente agrícola |

### La herencia romana

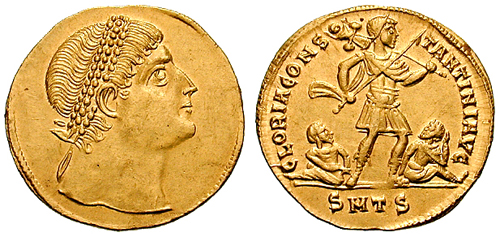
Moneda de 1 1/2 sólidos de Constantino, 327, Salónica.

Desde la Antigüedad, las rutas comerciales siguieron preferentemente los ejes fluviales y la vía marítima, porque el transporte terrestre era difícil y no era rentable más que por las mercaderías onerosas. Las cuencas fluviales estaban ligadas entre ellas por vías anteriores a la conquista romana. Los celtas, expertos en metalurgia, utilizaron carretas sobre ejes menos elaborados que las vías romanas, pero mejor adaptados al transporte de mercaderías (para pendientes más acentuadas, por ejemplo): las famosas vías romanas eran queridas antes que nada para transferir rápidamente tropas o correos.
El Imperio romano con su fiscalización directa pudo mantener una administración y servicios públicos abundantes: en particular, un potente ejército, una administración fiscal competente que podía administrar el catastro necesario a la exacción de impuestos directos y escuelas. No obstante, el hecho de deber mantener una plebe ociosa tornaba pesada la presión fiscal sobre las colonias a niveles cada vez menos aceptables. Cuando los bárbaros constituyeron las tropas auxiliares romanas se volvieron en contra del imperio y crearon sus propios reinos, conservaron las estructuras económicas existentes y, en particular, las vías comerciales y la estructura de las explotaciones agrícolas que comprendían muchos latifundios (grandes dominios esclavistas). Fueron bastante mejor aceptados porque no conservaron el pesado sistema fiscal imperial y no expulsaban a las élites. Desde un punto de vista monetario, el solidus de oro romano siguió siendo la moneda de base hasta los Carolingios.

### Bajo los merovingios

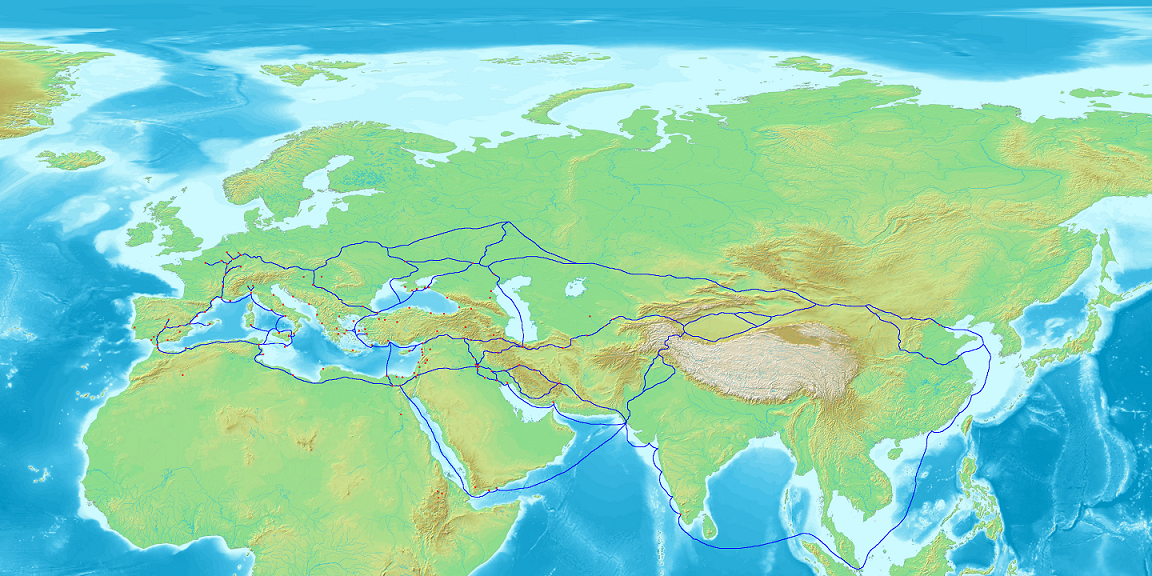
Red comercial de los Radhanitas, tal y como fue descrita por Ibn Khordadbeh en el Libro de rutas y reinos.

Si bien los reinos bárbaros preservaron las estructuras económicas y los cuadros del Imperio romano, el sistema fiscal fue profundamente modificado por la llegada de estos hombres libres y armadas, sobre los cuales era prácticamente imposible imponer un impuesto directo. Desde entonces, ya no fue posible mantener una gran administración (necesaria para recaudar impuestos directos), escuelas públicas o un ejército consolidado. Se instauró un sistema basado en el clientelismo, donde el rey reedistribuía a sus vasallos con la riqueza de los impuestos recaudados del comercio (tonlieu) y las multas impuestas por la aplicación de la ley sálica (wergeld).
La mayor parte del comercio entre el Mediterráneo y el norte de Europa pasaba por el eje del Ródano (la conexión de la cuenca del Ródano y del Saona con las del Loira, Sena, Mosa y del Rin necesita caminos cortos y poco accidentados). Este comercio floreciente a larga distancia está animado en particular por los mercaderes griegos, sirios y radhanitas (el nombre latino del Ródano era Rhodanus). Incluso si el tráfico era escaso, el control de estos ejes comerciales (que permitían la recaudación de impuestos a las mercaderías) y particularmente los puertos de Marsella y de Arlés, donde perduró una fiscalización directa, dio a los merovingios la riqueza necesaria para asegurar la fidelidad de sus vasallos hasta el reinado de Dagoberto I.
Esta reducción de la fiscalización benefició a las explotaciones agrícolas y este período corresponde a una nueva edad de oro para las villae. Las élites abandonaron las ciudades y se trasladaron a sus posesiones rurales. No obstante, si la moneda de oro fue adoptada para los intercambios de comercio a larga distancia que se dedicaba a productos suficientemente onerosos para que sea rentable transportarlos con las dificultades que ello comportaba para la época, los intercambios a corta distancia entre la ciudad y el campo se realizaban más a menudo por trueque. Por ello, las explotaciones tuvieron una tendencia a una relativa autarquía, diversificando su producción agrícola, explotando los bosques que conservaban en esta época un rol nutricional nada despreciable (recolección, crianza de cerdo, caza, etc.) y produciendo ellos mismos la mayoría de objetos artesanales que necesitaban. La producción de excedentes agrícolas no era necesariamente muy rentable y no había gran beneficio en invertir en equipos que mejoraran la productividad (arados, molinos, etc.). Del mismo modo, la mano de obra servil poco interesada en el producto de su trabajo era poco eficaz.

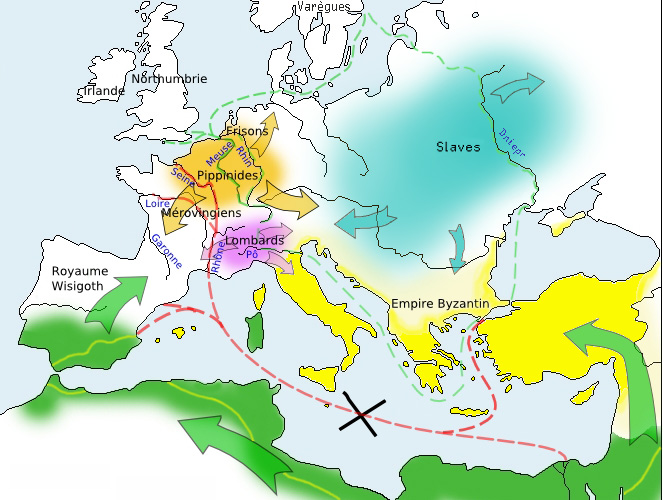
Consecuencias de la expansión musulmana de los siglos VII y VIII sobre las rutas comerciales y los reinos europeos.
Imperio musulmán
Imperio bizantino
Pipínidas
Lombardos.

En el siglo VII, el comercio en el Mediterráneo es gravemente perturbado y los reinos bárbaros se dirigen a una crisis. La expansión musulmana en el Mediterráneo y la guerra de trayectos que sigue perturban las vías de comercio a larga distancia que abastecían a Europa del Norte a través del corredor del Ródano (es la tesis defendida por Henri Pirenne). Además, se sintieron los efectos de la Peste de Justiniano que los cronistas de la época describen como verdaderas epidemias en la cuenca mediterránea en los siglos VI y VII. Estas epidemias de peste y de viruela recurrentes desorganizaron el trabajo agrícola y acarreaban hambrunas, lo que agravaba el impacto demográfico. Es imposible cuantificar el balance, pero ciertos historiadores lo comparan con aquel de la Gran Peste de 1347-1348: Jacques le Goff y Jean-Noël Biraben ven en ella la causa de un importante debilitamiento demográfico del sur de Europa que explica en parte el traslado del centro de gravedad de Occidente hacia el norte.
Los merovingios ya no contaban con los medios necesarios para mantener a sus vasallos. La seguridad ya no estaba garantizada por un Estado decadente y es tomada a cargo de la aristocracia. Los poderosos acogían a hombres libres que educaban, protegían y alimentaban. El ingreso a estos grupos se realizaba por la ceremonia de recomendación: estos hombres se convertirían en guerreros domésticos (vasallos) vinculados a la persona del "señor" El señor debía mantener a esta clientela por medio de dádivas para mantener su fidelidad. Como las monedas de oro se volvieron raras debido a la distensión de los vínculos comerciales con Bizancio que perdió el control del Mediterráneo occidental en beneficio de los musulmanes), la riqueza solo podía provenir de la guerra: botín o tierras conquistadas para redistribuir. En ausencia de expansión territorial, los lazos de vasallaje se distendieron, pues para perennizarse una potencia debía extenderse.
Con la presencia musulmana en el Mediterráneo occidental las vías comerciales bizantinas no pudieron pasar más que por el mar Adriático. Desde entonces, el eje Ródano-Saona-Rin (o Sena) fue suplantado por el eje Po-Rin-Mosa. Una familia austrasiana, cuya origen se situaba en el Mosa, los Pipínidas, adquirió una ventaja económica que le permitió alinear ejércitos bastante más numerosos que sus rivales. El traslado al este de las vías comerciales reactivó las regiones ricas en minerales de hierro que habían sido ya el origen de la potencia agrícola y militar de los celtas. Esto permitió a los Pipínidas beneficiarse de las armas y las corazas de acero de buena calidad, lo que aumentó su superioridad militar. Las herramientas agrícolas mejoraron y la producción aumentó: los Pipínidas controlaron más de 90 latifundios en ambos lados del Mosa y su poder no tenía igual. Así, Pipino de Heristal se convirtió en mayordomo de palacio de Austrasia en el año 679, controló Neustria en el 687 y tomó el título de príncipe de los francos. Para conservar sus conquistas, sus descendientes debían mantener esta política expansiva para evitar la disolución de su imperio naciente. Así, su hijo bastardo, Carlos Martel, debía reducir las revueltas neustrianas, luego someter a los frisones, los alamanes, los burgundios y los provenzales. Para mantener a su imponente clientela, no dudó en embargar y redistribuir los bienes del clero secular, lo que acrecentó aún más su poder.

### Bajo los carolingios

#### Reforma monetaria
La disminución del numerario de oro debido a una balanza comercial deficitaria con el mundo musulmán (sea directamente o vía Bizancio) y a la disminución de los intercambios con el mundo mediterráneo debido a la pérdida del control del Mediterráneo por el Imperio bizantino volvió necesaria la adopción de una moneda acuñada con un mineral más abundante en Europa que el oro. Por otra parte, era necesaria una moneda de valor más feble adaptada a las transacciones. El desarrollo del comercio en torno al Mar del Norte acarreó la acuñación de monedas de plata por los frisones y los anglosajones desde el 680. Al inicio del reinado de los Pipínidas, las diferentes partes del imperio utilizaban monedas diferentes, lo que frenaba los intercambios. En 755, Pipino el Breve tomó el control de Dorestad y de los talleres de acuñación de monedas frisones, con lo cual afirmó su monopolio monetario al ordenar la amonedación de un denario de plata normalizado, adornado con su monograma.

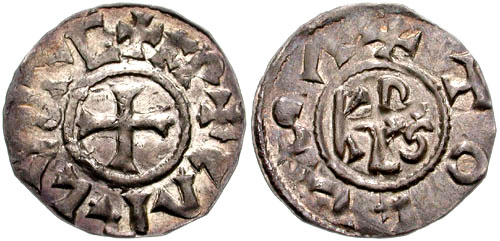
Denario bajo Carlomagno.

Bajo el mismo espíritu, Carlomagno instituyó en 794, un sistema sobre la masa monetaria: la libra correspondía a un peso de 409 gramos de plata. Para ello, se basó en las monedas del Imperio romano: sólido bizantino y el denario. Una libra valía 240 denarios. Un sol valía 12 denarios, es decir, un veintiavo de libra tornesa. También circulaban los obolus (1/2 denario) y las pictas (1/4 denario). El sol y la libra servía de moneda de cuenta: un "sol de harina" era la cantidad de harina que se podía comprar con 12 denarios. Esta uniformización de la moneda facilitó las transacciones comerciales a lo largo del Imperio y, por tanto, aumentó los intercambios entre las diferentes regiones. Una verdadera revolución económica se puso en marcha, la utilización de la moneda se aceleró y se hizo patente incluso por los intercambios modestos. Una de las consecuencias fue que se volvió rentable producir excedentes agrícolas susceptibles de ser vendidos. La vía estaba abierta para el desarrollo demográfico y la mutación progresiva hacia una sociedad más comerciante, artesanal y urbana.
Los carolingios tomaron otras medidas para favorecer el comercio: mantenían las rutas, incentivaban las ferias (Carlos Martel autorizó la creación de mercados rurales en los "vici" desde 744); sin embargo, este comercio estaba estrictamente controlado (los precios fueron fijados desde 794, la exportación de armas estaba prohibida, etc.) y gravado. Esto permitió al soberano recuperar los ingresos fiscales y los productos preciosos necesarios para el mantenimiento de sus vasallos.

#### Mutación de la sociedad agrícola

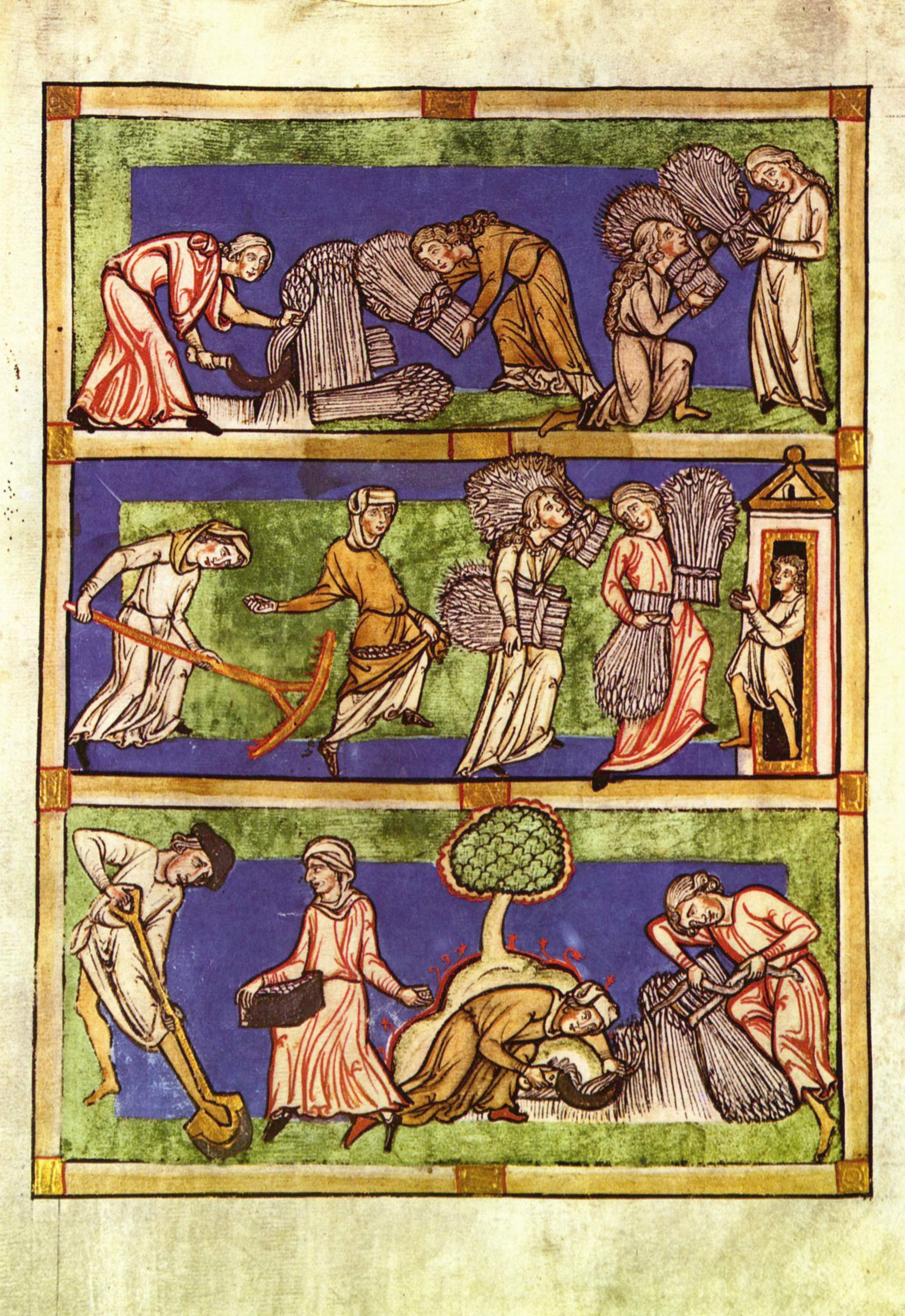
A partir del, la mejora progresiva de la productividad agrícola ocasionó una expansión demográfica que fue la base de una fase de crecimiento que se aceleró desde el y duró hasta el.

A partir de 800, las campañas militares se hacen infrecuentes y el modelo económico franco basado en la guerra ya no es viable. La agricultura estaba todavía ampliamente inspirada en el modelo antiguo de villas o grandes dominios cultivados por esclavos. Pero estos tenían una productividad baja (porque no estaban interesados en el resultado de su trabajo) y eran costosos en el tiempo muerto. Cuando llegaba la época de paz, fueron muchos los hombres libres que decidieron deponer las armas, pues encontraron que el trabajo de la tierra era más rentable, y confiaron su seguridad a un protector. Algunos llegaron a conservar su independencia, pero la mayor parte cedió su tierra a su protector y se volvieron en labradores de una parcela, por cuenta de este último. En cambio, los esclavos fueron emancipados y se convirtieron en siervos encargados de una tierra y que debían remunerar a su patrón con una parte de su producción o por las corveas que se volvían más rentables (esta evolución fue respaldada por la condena de la Iglesia hacia el esclavismo entre cristianos). La diferencia entre campesinos libres y los que no lo eran se atenuó.
La acuñación de monedas de plata desde varias generaciones y su homogeneización en 781 por Carlomagno fue un progreso enorme: más adaptado que el oro que no convenía más que para las transacciones muy onerosas, el denario de plata permitió la introducción de millones de productores y de consumidores en el circuito comercial. El agricultor podía revender sus excedentes, por lo que tenía interés en producir más de lo que necesitaba para sobrevivir y de la parte de su producción que debía entregar a su señor. Tuvo como resultado numerosos desbrozamientos y una mejora de las técnicas: pase de la rotación bienal a una trienal, utilización de estiércol, aparición de las espuelas y de las herraduras para los caballos, etc.
Del mismo modo, los propietarios de tierras tanto eclesiásticas como laicas utilizaban arados, invertían en equipos para mejorar la productividad, tales como molinos hidráulicos (en sustitución de los molinos de granos utilizados mientras la mano de obra era servil), prensas de aceite o vino (en reemplazo de las prensas de pisa). Los rendimientos pasaron de 4 por 1 a 5 o 6 por 1. Asimismo, la utilización de energía hidráulica, más que animal o humana, permitió una productividad sin comparación con aquella disponible en la Antigüedad: cada prensa de un molino hidráulico podía moler 150 kg de trigo por hora, lo que correspondía al trabajo de 40 esclavos. Este progreso liberó a la mano de obra para la realización de otras actividad. La población estaba mejor protegida de las hambrunas y, por consecuencia, de las epidemias: la mortalidad disminuía.
La introducción de la moneda y de una fiscalización de montos fijos tuvo otro efecto: se volvió interesante tener hijos porque, debido a la existencia de excedentes liberados, aumentaban la capacidad de producción agrícola y ya no eran más vistos como bocas que alimentar. El crecimiento demográfico y el aumento de la producción agrícola se autosostenían en un círculo virtuoso: fueron la clave de la renovación medieval. Esta metamorfosis se hizo progresivamente, sus efectos eran todavía poco visibles en el siglo IX, en tanto fue rápidamente frenada por las invasiones y guerras feudales. Pero la revolución agrícola estaba germinando y se concretará plenamente cuando los conflictos cesen en el siglo X. Las invasiones bárbaras van a perseguir a los campesinos serviles de las explotaciones agrícolas saqueadas, se reinstalaron por su cuenta buscando sus propias parcelas o poniéndose bajo la protección de su señor. Al final, las invasiones aceleraron el proceso de mutación del mundo agrícola que se vuelve más centrado en la productividad a fin de generar excedentes vendibles. De ello se desprenden muchos mecanismos de compensación y progresos técnicos que se traducen en un fuerte crecimiento demográfico. Por otra parte, el aumento de los excedentes agrícolas va a permitir aumentar la capacidad ganadera y producir más riqueza y una dieta más variada, lo que también tiene un impacto sobre el crecimiento de la población.

#### Vikingos y mutación de la economía de mercado

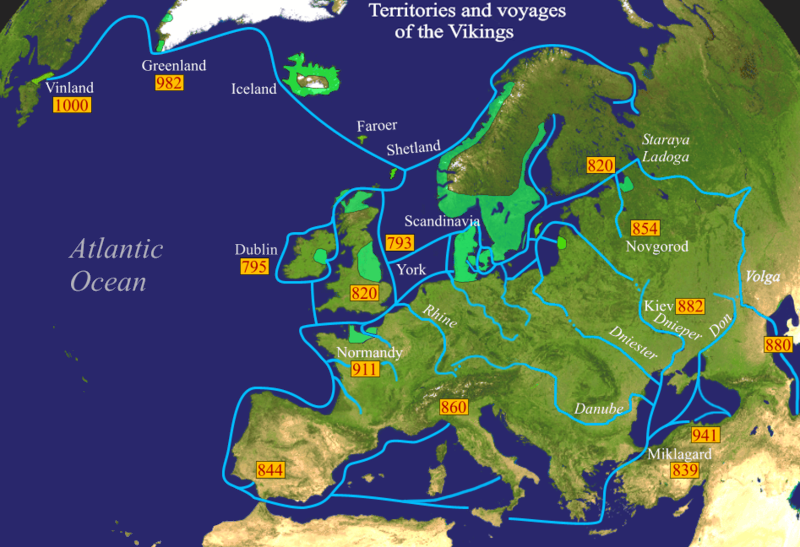
Territorios controlados por los Vikingos.

Las incursiones vikingas tuvieron una efecto paradójico sobre la economía. Su actividad de pillaje y de piratería se duplicó en una actividad comerciante que se vuelva paulatinamente preponderante. De una parte, deben vender su botín y acuñan monedas a partir de los metales preciosos que estaban atesorados en los bienes religiosos robados. Este numerario que es reinyectado en la economía es un catalizador de primer plano para la mutación económica en camino. Por otra parte, su avance tecnológico marítimo les permite transportar mercancías a larga distancia. Crean numerosas factorías en las costas europeas, comercian desde el Mediterráneo hasta Bizancio, con lo cual dinamizan considerablemente los intercambios y la economía. Después de haber desorganizado notablemente los intercambios comerciales, contribuyen a la creación de ciudades comerciantes y artesanales, como York o Dublín, dinamizando directa o indirectamente el comercio de las ciudades costeras y haciendo huir a los campesinos hacia los centros fortificados. Al hacerlo, se sedentarizan como en Normandía o en Northumbria.
Finalmente, su savoir faire en construcción naval es reconocido y utilizado por los europeos del norte que desarrollan también su flota.

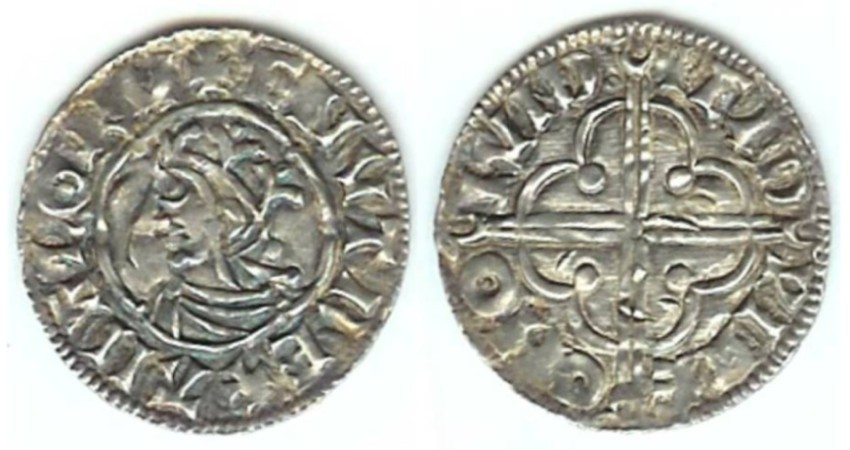
Denario acuñado por los vikingos.

Al final, si en el siglo IX los saqueos vikingos desaceleraron significativamente la economía, resulta más rentable para ellos establecerse en un territorio, recibir un tributo a cambio de la tranquilidad de las personas y comerciar más que guerrear desde el siglo X. Es así como Alfredo el Grande habiendo vencido a los daneses les deja el noreste de Inglaterra (Danelaw) en 897 o que Carlos el Simple conceda Normandía a Rollón el Caminante en 911. Los vikingos fueron cristianizados, se integraron de hecho al sistema feudal naciente y se convirtieron en elementos motrices.

## La economía de Francia en la Baja Edad Media
La Baja Edad Media es la ocasión para Europa occidental de un importante auge económico de cara al resto del mundo. Es en esta época que puede constatarse la primera brecha significativa en el ritmo de desarrollo entre las grandes civilizaciones. Según Angus Maddison, el ingreso per cápita en Europa occidental se encontraba entre los más bajos del mundo ($ 400 por año en dólares de 1990), pero similar al de otras civilizaciones (Asia es la región más rica con un ingreso per cápita de alrededor de  $ 450 por año). El nivel de ingresos al inicio de este periodo es ligeramente inferior al de inicios de la era cristiana. Para 1500, Europa occidental creó una brecha de desarrollo importante con respecto al resto del mundo: el ingreso per cápita alcanzó los 771 dólares de 1990 contra los 572 en Asia y los 566 en el mundo en conjunto.
| Población                                                                              | PBI por habitante (US$ de 1990)       | tendencia económica                                                              | Reparto sectorial       |
| 16 millones en 1200 20 millones en 1345 12 millones en 1400 18 millones en el año 1500 | 400 en el año 1000 770 en el año 1500 | prosperidad a largo plazo, pero regresiones frecuentes: - Variaciones climáticas | principalmente agrícola |

### La revolución agrícola de los siglosXIyXII

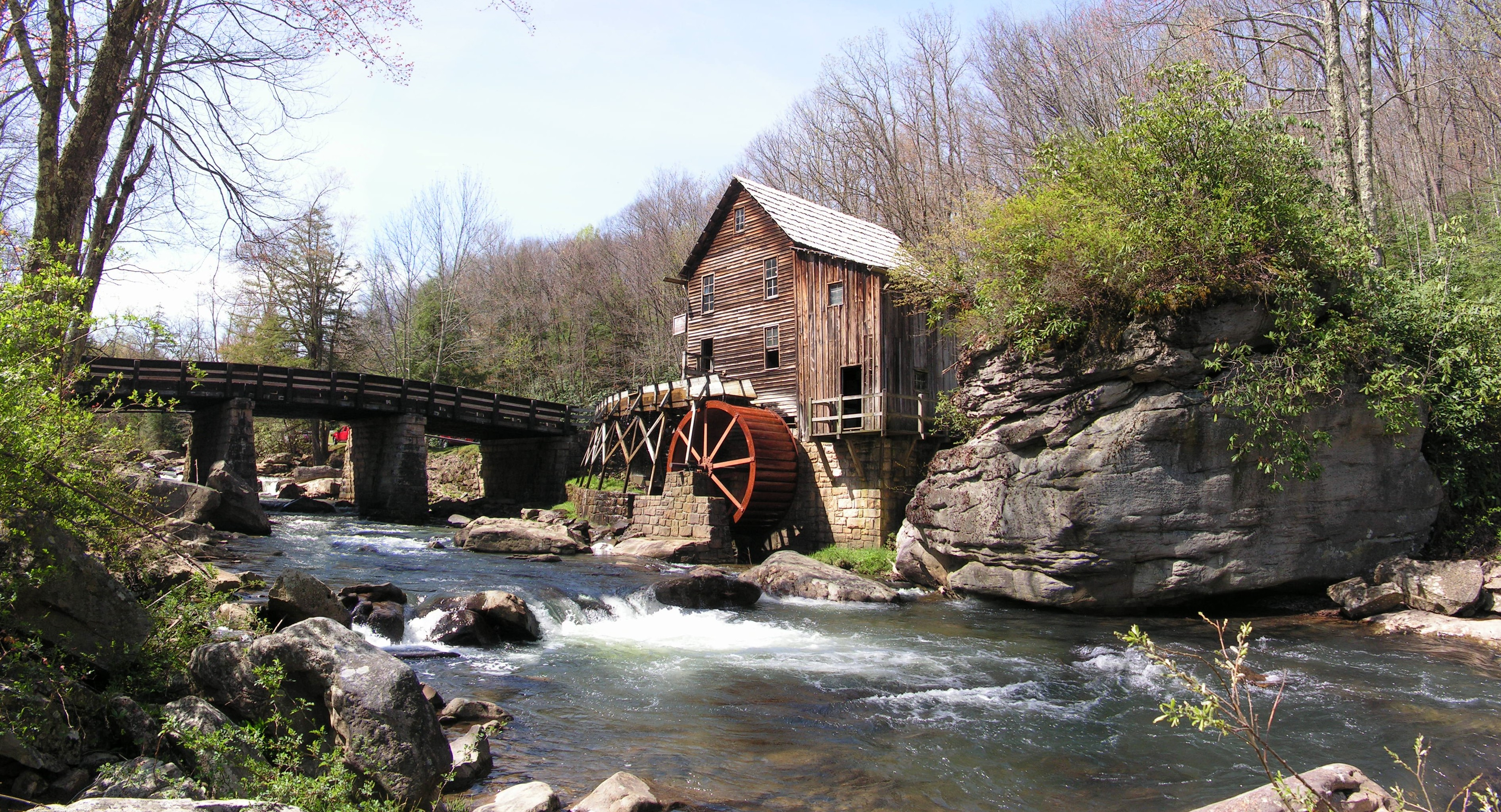
Molino de agua.

Durante la Baja Edad Media, el aumento en la producción agrícola continúa y aumenta la población urbana. Las ciudades como París crecen rápidamente. El molino hidráulico se difundió durante todo el período medieval (era una fuente de ingresos financieros importantes para la nobleza y los monasterios que invirtieron, por ello, masivamente en este tipo de equipos). Procura una energía motriz sin comparación con aquella que era posible conseguir en la Antigüedad.
En el siglo XII, los ingenieros medievales desarrollan también los molinos de viento con pivote vertical (que permiten seguir los cambios de dirección del viento) o a marea que se desconocían en la Antigüedad o en el mundo árabe. Con la puesta a punto del árbol de levas en el siglo X, esta energía puede ser utilizada para múltiples usos industriales. Así, aparecieron los molinos a presión que son utilizados para aplastar el cáñamo, moler la mostaza, afilar las hojas, prensar el lino, algodón o paños (en esta operación importante en la fabricación de tejidos, el molino reemplaza a 40 obreros prensadores).
Las sierras hidráulicas aparecen desde el siglo XIII. Desde el siglo XII, las forjas accionadas con energía hidráulica multiplican la capacidad de producción de los herreros: la utilización de martillos-pilón permiten trabajar piezas más imponentes (los martillos de la época podían pesar 300 kg. y lanzar 120 golpes por minuto) y más rápidamente (los martillos de 80 kg. lanzaban 200 golpes por minuto) y la insuflación de aire bajo presión permitía obtener aceros de mejor calidad (aumentando la temperatura a más de 1200° al interior de los hornos). Por tanto, se podía producir en cantidad instrumentos agrícolas o armas de mejor rendimiento, lo que contribuyó a la expansión agrícola y demográfica, pero también al aumento de la potencia militar de Occidente que se convirtió en capaz de tomar el control del Mediterráneo y de la Tierra Santa. Además de la armadura y otras láminas, son desarrolladas ballestas con resorte de metal capaces de atravesar las armaduras más gruesas.
Esta industria siderúrgica consume mucha madera: para obtener 50 kg de hierro, era necesario tener 200 kg de mineral y 25 metros cúbicos (m³) de madera. Así, en 40 días una sola carbonera deforestaba un bosque en un radio de 1 km! Esto no planteaba ningún problema siempre y cuando el mecanismo fuera útil para el desarrollo de la agricultura, pero en el siglo XIII llegó a un límite: los bosques seguían manteniendo un rol alimenticio importante, la manera era indispensable para la construcción y la calefacción y la nobleza obtenía ingresos procedentes de la explotación forestal. Desde entonces, los desbrozados van estar más controlados y la explotación forestal más reglamentada.
El precio de la madera subió y debieron utilizarse nuevos combustibles y materiales de construcción: el carbón y la piedra. Las necesidades de metales estaban también en alza (para la siderúrgica y para acuñar monedas, por lo que el volumen necesario aumentó con los intercambios), la industria minera se desarrolló con la puesta a punto de las técnicas de apuntalamiento o drenaje de galerías inundadas. El alza de los precios de la madera favorecido en gran medida por las revoluciones arquitectónicas que tuvieron lugar a partir del siglo XII: las fortificaciones y los edificios religiosos fueron entonces construidos en piedra y, luego, también las habitaciones.

### La revolución comercial y financiera delsigloXIII

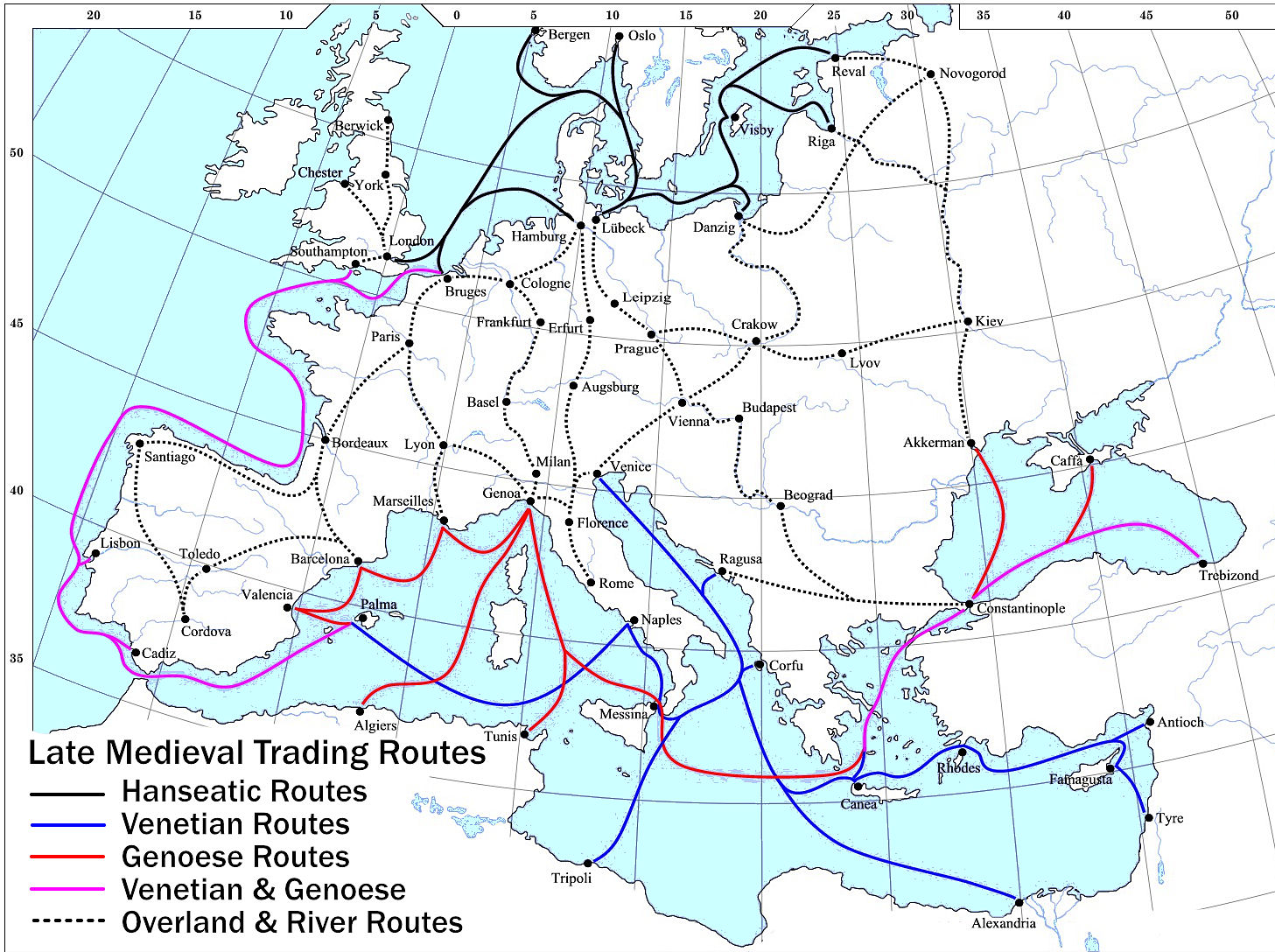
Rutas comerciales a finales de la Edad Media.

Desde el siglo X, la nobleza debía hacer muestra de una generosidad ostentosa para justificar su estatus y debía, por tanto, redistribuir la riqueza obtenida gracias al droit de ban. Para ello, invirtió en infraestructuras rentables (molinos, hornos, etc.), aumentó las superficies cultivadas, lo que acelerará el proceso de desbrozaje y desecación de pantanos y, finalmente, favoreció el comercio (creación de ferias, mantenimiento de vías y puentes para eliminar el derecho de peaje. Todas estas medidas estimularon la producción y el comercio a triple título: agilizando el flujo de la riqueza mediante los impuestos y la redistribución, aumentando de la productividad y favorizando el comercio.
El clero influenció de manera bastante positiva en la economía, estando a la vanguardia del progreso tecnológico y agrícola, lo que permitió a los cistercienses maximizar los rendimientos, el dinero generado así como los dones recibidos eran reinvertidos en la construcción de edificios religios, lo que reinyectaba dinero en efectivo en la artesanía.
El crecimiento demográfico, la mejora de las técnicas agrícolas y el desarrollo del maquinismo permitieron una aceleración de la producción y liberar riqueza y mano de obra para otras tareas. Las ciudades crecían, así como el número de comerciantes y artesanos. Este crecimiento fue también promovido por el aumento de comercio a larga distancia: el Occidente tiene más excedentes para hacer circular y una demanda creciente de productos orientales. En esta época, el transporte es más rápido y fácil por vía marítima (o fluvial) que por vía terrestre. Las repúblicas marítimas italianas se beneficiaron de su situación geográfica privilegiada y se enriquecieron gracias a sus redes comerciales densas después de las cruzadas y sus potencias marítimas y financieras (llegando a ser los prestamistas de los Estados) son tales que pueden aprovechar las luchas de influencia entre el Santo Imperio y el papado, para obtener su autonomía.

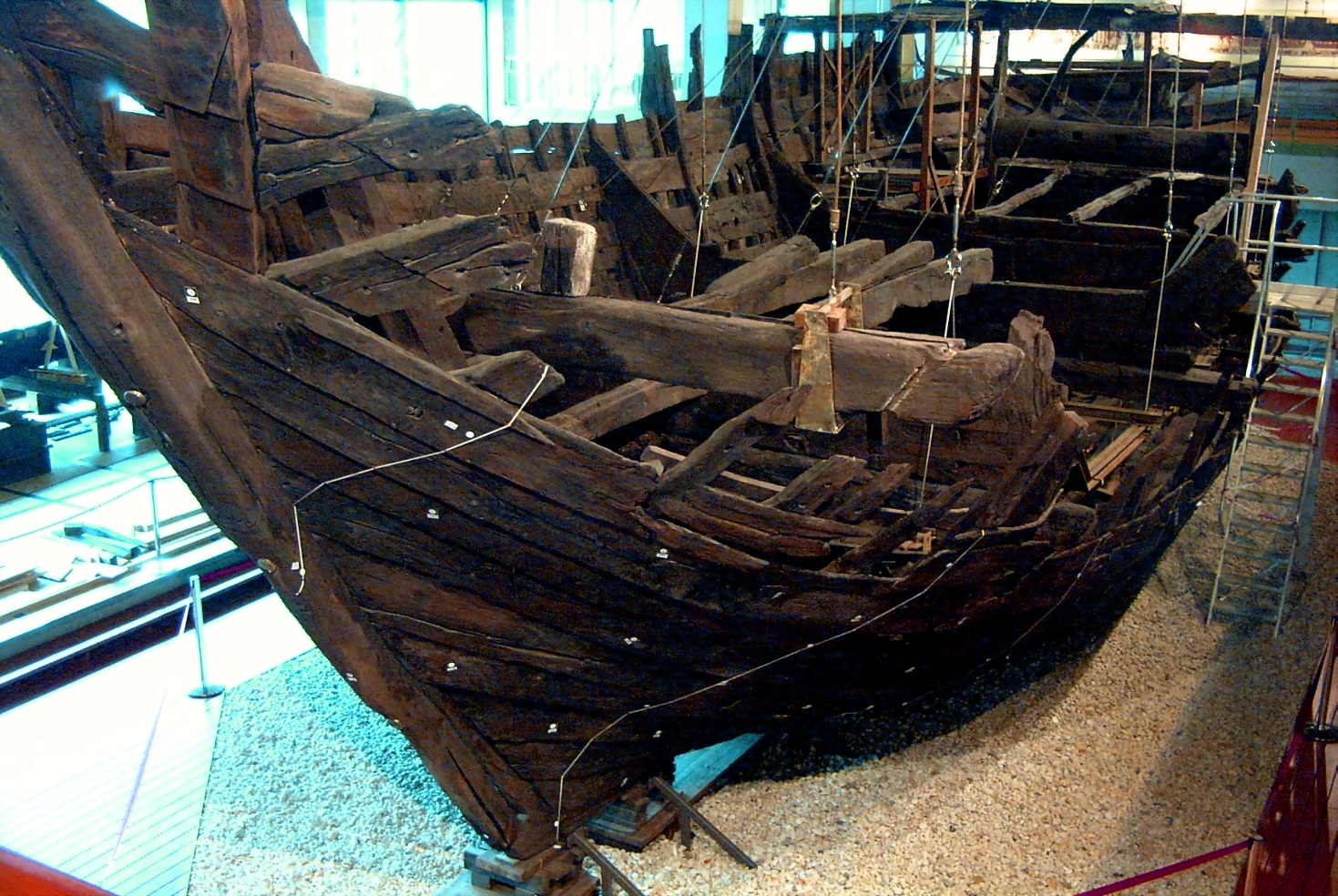
Una embarcación hanseática fechada en 1380, expuesta en el museo de Bremerhaven.

De la misma manera, las ciudades del norte del Sacro Imperio Romano Germánico crearon redes comerciales que cubrían el mar Báltico y el mar del Norte desde 1150 y se reagruparon en torno de la Liga Hanseática a partir de 1241, incluyendo a Lübeck, Ámsterdam, Colonia, Bremen, Hanóver y Berlín. Las ciudades hanseáticas fuera del Sacro Imperio fueron Brujas y la ciudad polaca de Gdansk. En Bergen y Nóvgorod, la liga disponía de talleres e intermediarios. Durante este período, los germanos colonizaron el este de Europa más allá de su imperio, en Prusia y en Silesia.
Francia se benefició de su ubicación central entre Flandes e Italia. Los duques de Champaña promovieron ferias que son el eslabón central del comercio europeo al permitir el encuentro de comerciantes flamencos e italianos. La guerra entre los güelfos y gibelinos que hacía estragos en Italia en el siglo XIII hace huir a muchos mercaderes y financieros italianos, lo que beneficia a las ciudades europeas y, en particular, a las ferias de Champaña. En especial, se desarrolla la industria textil. Se produce lana de la mejor calidad en Inglaterra, que se especializa en la agricultura empujada por los beneficios y el enfriamiento climático que comienza en la crianza ovina. La lana se transforma en paños en Flandes, pero más ampliamente en todo el norte del reino de Francia. Estos paños son vendidos a los italianos en las ferias de Champaña y son teñidos en el norte de Italia (una parte de esta producción es vendida enseguida al Oriente).
Otros productos, como cueros, peletería, especias, alumbre y colorantes, o caballos son intercambiados. Francia exporta también vino, cereales (a Flandes y el norte de Europa) y sobre todo sal (indispensable para la conservación de los alimentos) que se produce en Poitou y Bretaña y que se envía por vía marítima a los mercados hanseáticos e ingleses (La Rochelle se convierte después de su toma en 1224 en el puerto más importante de Francia para el comercio atlántico).
Maestros del comercio mediterráneo, los italianos fueron artífices del progreso del sector financiero: a fin de asegurar los fondos, se desarrolló el uso de letras de cambio; se reduce tanto el riesgo asociado con el transporte de fondos, como el impacto de los cambios d cursos incesante de la moneda. Esto es posible gracias al desarrollo de la red postal. Para compartir los riesgos, los comerciantes se asocian en sociedades y compañías y crean filiales independientes: en caso de bancarrota, la filial no sigue el desplome de toda la compañía. Los banqueros italianos al mando de inmensas fortunas administran los intercambios, prestan a los príncipes y a los papas, el florín se convierte en la moneda internacional (los reyes de Francia e Inglaterra acuñan monedas de oro de masa equivalente).
A fines del siglo XIII, un explorador veneciano llamado Marco Polo se convirtió en uno de los primeros europeos en viajar a lo largo de toda la Ruta de la seda hasta la China. La conciencia del Oriente Lejano aumentó con la lectura de sus viajes en el El Libro de las Maravillas. Fue seguido por numerosos misioneros cristianos que se dirigen hacia el Oriente, como William de Rubruck, Giovanni da Pian del Carpini, André de Longjumeau, Odorico de Pordenone, Giovanni de Marignolli, Giovanni di Monte Corvino y otros viajeros como Niccolo Da Conti.
Los progresos técnicos favorecen el transporte marítimo: los navíos ganan en manejabilidad (timón en popa), en tamaño y las nuevas técnicas de navegación (la brújula es mejorada gracias a los trabajos de Peter Peregrinus de Maricourt sobre el magnetismo en 1269), la corrección matemática de la declinación magnética y la vara de Jacob (que permite medir la latitud) aparecen. Estos progresos van a hacer posible la navegación transoceánica (y los grandes descubrimientos)

### Los siglosXIVyXV: crisis de la feudalidad
La economía francesa declinó nuevamente en el siglo XIV bajo el efecto de la guerra de los Cien Años, de la peste negra y de un enfriamiento climático.
Mientras que bajo el efecto del progreso de las técnicas agrícolas y la deforestación, la población se incrementó en Occidente desde el siglo X, cruzando un umbral que supera la capacidad de producción agrícola en ciertas zonas de Europa desde fines del siglo XIII. Las parcelas se redujeron debido a las divisiones sucesorias: en 1310 no llegaban a sumar el tercio de la superficie promedio que habían tenido en 1240. Ciertas regiones, como Flandes, estaban sobrepobladas e intentar ganar tierras cultivables al mar; sin embargo, para cubrir sus necesidades, optan por una economía comercial que les permite importar los productos agrícolas. En Inglaterra, desde 1279, el 46% de los campesinos no disponían más que de una superficie cultivable inferior a 5 hectáreas. Ahora bien, para alimentar a una familia de 5 personas, son necesarias entre 4 y 5 hectáreas. La población rural se empobreció, el precio de los productos agrícolas disminuyó y los ingresos fiscales de la nobleza disminuyeron, mientras que la presión fiscal aumento y, por tanto, las tensiones con la población rural. Muchos campesinos probaron suerte como trabajadores temporales en las ciudades a cambio de salarios muy bajos que causaron también tensiones sociales en el medio urbano. El enfriamiento climático y la tendencia a optar por una economía fundada sobre la especialización y el comercio provocaron malas cosechas que se tradujeron en hambrunas (que habían desaparecido desde el siglo XII) en el norte de Europa en 1314, 1315 y 1316: Ypres perdió el 10% de su población y Brujas el 5% en 1316.

Reino de Francia en 1350
Posesiones de Carlos II de Navarra
Estados pontificios
Territorios controlados por Eduardo III de Inglaterra
Zona de influencia económica inglesa
Zona de influencia cultural francesa

La nobleza debió compensar la disminución de sus ingresos terratenientes y la guerra fue un excelente medio: por los rescates percibidos tras la captura de un adversario, el pillaje y el aumento de los impuestos justificados por la guerra. Es así como la nobleza presiona hacia la guerra y, en particular, la nobleza inglesa, cuyos ingresos fueron los más afectados. En Francia, el rey Felipe VI debió reflotar las cajas del Estado y una guerra permitiría recaudar impuestos excepcionales.

#### Consecuencias
El crecimiento del comercio convirtió a ciertas regiones en económicamente dependientes de uno u otro reino. En esta época, el transporte de los productos se llevaba a cabo esencialmente por vía marítima o fluvial. La Normandía y la Champaña alimentan a París vía el Sena y sus afluentes y son, por tanto, pro-francesas. Por el contrario, Aquitania (que exporta su vino a Inglaterra), Bretaña (que exporta su sal) y Flandes (que importa lana británica) tienen intereses ingleses.
Así, como los flamencos querían escapar de la presión fiscal francesa, se rebelan de manera recurrente contra el rey de Francia. En este sentido, son destacables las batallas de Courtrai en 1302 (donde la caballería francesa fue aplastada), de Mons-en-Pévèle en 1304 y de Cassel en 1328 (donde Felipe VI sometió a los rebeldes flamencos). Los flamencos prestaron su apoyo al rey de Inglaterra, declarando incluso en 1340 que Eduardo III era el legítimo rey de Francia. Los dos Estados tenían toda la intención de aumentar sus posesiones territoriales para incrementar sus ingresos fiscales y reflotar sus finanzas. Desde entonces, las intrigas de dos reyes para lograr que Guyena, Bretaña y Flandes pasaran bajo su influencia condujo rápidamente a la guerra entre los dos Estados: durará 116 años, de 1337 a 1453.

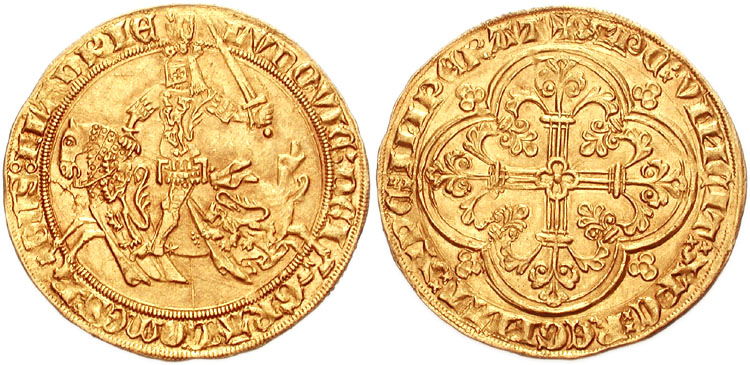
El franco a caballo fue creado el 5 de diciembre de 1360 para pagar el rescate del rey Juan el Bueno. El franco valía una libra tornesa, su creación restauró la autoridad real y puso fin a las mutaciones monetarias.

Las consecuencias demográficas de la guerra de los Cien Años y de la gran peste junto con una masa monetaria constante llevaron a una alza importante de los precios. Los productos orientales se volvieron más competitivos y se instauró un déficit comercial con Oriente, debido a la fuga de numerario hacia Oriente. Esto incentivó el comercio a larga distancia y el progreso técnico en el campo de la navegación, pero también volvió escasos a los metales preciosos, lo que hizo necesario cambios monetarios (que enrarecieron la tasa de metal noble en las monedas).
La guerra acarrea inseguridad en las vías comerciales, pero también monetaria (los cambios monetarios efectuados en repetidas ocasiones por los beligerantes condujo a devaluaciones). La economía logra adaptarse: La recaudación tributaria se vuelve difícil de realizar y, desde Felipe el Hermoso, los reyes recurrieron a las conversiones monetarias para reflotar las cajas del Estado. El mecanismo consistía en que el Estado aumentaba la tarifa de compra del metal, lo que los atraía a los talleres monetarios, se acuñaba en seguida moneda en aleación bajándola la ley de metal precioso, lo que permitía aumentar las cantidades acuñadas e incrementar las tazas de señoreaje. Las prácticas que causaron devaluaciones fueron muy impopulares. Este descontento se acrecentó con las derrotas de Crécy en 1346 o de Poitiers en 1356 y condujo a fuertes movimientos contestatarios que resultaron en la gran ordenanza de 1357 que aspiraba a instaurar una monarquía controlada. Carlos V y, luego, Carlos VII logran restaurar la autoridad real, haciendo aceptar a los Estados Generales la permanencia del impuesto para financiar un ejército permanente contra la instauración de una moneda estable (el franco fue creado el 5 de diciembre de 1360). El Estado recobra su credibilidad al restablecer la seguridad monetaria, de las tierras y de las vías de comunicación: restaura las condiciones de un restablecimiento económico. Justamente, la victoria en la guerra de los Cien Años fue posible con la creación de un ejército permanente gracias a un pesado aparato fiscal.

En 1422 y 1435, se reorganiza el comercio en Francia, dividiéndose en dos: el Sena y el Loira son los ejes transversales que drenan cada uno de los dos territorios. El eje comercial de Europa no es más el eje del Ródano, sino el eje del Po-Rín que atraviesa el Sacro Imperio.
Territorios controlados por los ingleses
Territorios controlados por el duque de Borgoña
Territorios controlados por los franceses

La inseguridad de las rutas comerciales fue nefasta para la economía de Francia. Aún peor, entre 1418 y 1435, Francia fue dividida en dos debido a la guerra civil entre armañacs y borgoñones, luego por la ocupación inglesa, lo que significó que el comercio de norte a sur fuera cortado: los intercambios peligraron y el comercio se reorganizó sobre los ejes transversales que permitieron unir los centros de consumo con el mar. En el norte, controlado por los ingleses y los borgoñones, la cuenca del Sena drena el comercio entre Inglaterra, Normandía, Champaña y Flandes. París, la ciudad más poblada de Occidente, era un enorme centro de consumo (cuyas ferias reemplazaron a las de Champaña) y Ruan que ocupa un lugar estratégico en la desembocadura del Sena se convierten en centros de intercambio de primera importancia. En el sur, controlado por los franceses, el Loira se convierte en el eje comercial predominante, la ruta se desplaza, lo que alimenta el consumo. El eje del comercio terrestre dominante entre los polos económicos mediterráneo y hanseático se convierte en el eje del valle del Po y del Rín, en detrimento del eje del Ródano. Habiendo perdido terreno a inicios del siglo XIV debido a la competencia de las ferias de Chalons, mejor ubicadas con respecto al eje del Ródano (donde los flujos comerciales se aceleraron con la instalación de los papas de Aviñón) y de intensificación del tráfico marítimo en torno de la península ibérica, las ferias de Champaña peligraron en beneficio de París, Fráncfort y Ginebra (estas últimas situadas sobre el nuevo eje comercial norte-sur se convierten en zonas de intercambio de primera importancia). Igualmente, Amberes se convierte en un lugar de intercambio de primer orden a expensas de Brujas. El comercio del textil se realizaba por vía marítima rodeando España y en beneficio de los mercaderes italianos. El rol comercial de Francia, potencia continental, disminuye.
Después de 1453, la toma de control de Guyena por Francia castiga profundamente a esta región que exportaba masivamente su vino hacia Inglaterra. De igual manera, la devastada Normandía fue fuertemente castigada por la guerra. La única región costera en salir del apuro fue Bretaña que aprovechó su posición estratégica para el comercio marítimo entre el Mediterráneo y el Mar del Norte, que exportaba su sal y que estuvo durante toda la guerra de los Cien Años del lado de los vencedores (pro-inglesa en 1360, neutral y luego pro-francesa en el siglo XV): desarrolló una flota comercial honorable, pero permaneció muy atrasada con respecto a los italianos, desde el punto de vista de técnicas comerciales.
El cese repetido del tráfico del canal de la Mancha influencia fuertemente la industria textil flamenca que, a inicios del conflicto, importaba lana inglesa. Para cubrir esta falta, los ingleses van a volverse menos dependientes económicamente de Flandes, transformando directamente su lana en ropa. Para ello, son ayudados por las medidas incentivadoras del rey de Inglaterra que impone muchos menos impuestos a la ropa que a la lana y que, desde 1337, acuerda grandes privilegios a todo obrero extranjero que se establezca en las ciudades inglesas, prohibiendo la exportación de lana hacia Flandes y la importación de telas. Frente a esta situación, varios tejedores flamencos itinerantes llegan a tentar suerte a Inglaterra. Antes de la gran peste, Flandes sufre una crisis demográfica que ocasiona una gran emigración. Los confeccionistas flamencos importaron entonces su lana de España (lo que volverá económicamente lógica la integración al imperio de los Habsburgo, mientras que los lazos con Francia disminuyeron con la pérdida de influencia de las ferias de Champaña) y desarrollan materias primas de sustitución, como el lino. La competencia inglesa disminuye los beneficios de los tejedores, la economía flamenca desarrolla otras actividades, como el sector financiero.
La guerra de los Cien Años resolvió el problema de la crisis demográfica y política. La dinastía Valois supieron hacer aceptar la instauración de una fiscalidad directa y permanente contra la restauración del Estado (moneda estable, ejército permanente que asegurara el territorio). La recuperación fue, en principio, agraria y Francia retomó rápidamente su rango de gran potencia agrícola. Los terratenientes crearon las condiciones atractivas para repoblar sus tierras. Además, fueron las tierras más fértiles las que fueron deforestadas. El recurso al fermage y a la mediería devino cada vez más frecuente. El reino de Francia intentó también recuperar su retraso comercial. Jacques Cœur decide romper la hegemonía comercial italiana en el Mediterráneo y reactivar la vía del Ródano. Arma galeras a expensas del rey y relanza el puerto de Montpellier. Luego, Luis XI prosigue su obra y apoya el establecimiento de las ferias de Lyon. Esta vía tenía en efecto una gran ventaja con respecto a la vía alpina que abastecía las ferias de Ginebra y de Fráncfort y que no era practicable más que a lomo de mula: muy poco accidentada permite el paso de grandes carretas. Ahora bien, a causa de la utilización intensiva de la artillería por los franceses al fin de la guerra se habían realizado grandes progresos en el diseño de los carros. El costo del transporte terrestre disminuye: entre 55 y 73 denarios por tonelada transportada y por kilómetro si se recurre a una bestia de carga contra solamente 9 a 12 denarios si se utiliza una carreta. France sigue siendo sobre todo exportadora de cereales, sal y telas.
Finalmente, la evolución progresiva hacia la escasez de metales preciosos y el crecimiento del comercio con Oriente empujan al establecimiento de vías comerciales hacia Asia y a encontrar nuevas fuentes de metales preciosos. Con la mejora de las técnicas de navegación, los viajes transoceánicos se vuelven posibles. A partir de mediados del siglo XV, todo empuja hacia los grandes descubrimientos. Por esto, los resultados de la política comercial que privilegian el eje del Ródano fueron mitigados por ser muy tardíos: a fines del siglo XV, con el avance otomano (Constantinopla cae en 1453), el comercio mediterráneo pierde su dinamismo: es por el Atlántico por donde transitan las riquezas.

### ElsigloXVI

#### La miseria agrícola
El siglo XVI estuvo marcado en Francia por un enfriamiento climático (estimado en menos de 1 °C), cuyas consecuencias sobre la agricultura fueron importantes: las crisis de subsistencia fueron frecuentes en la segunda mitad del siglo. Luego, el precio del trigo en París se triplicó, sin que se trate de un simple fenómeno monetario: el precio de los bienes no alimenticios no conocieron una progresión similar. Esta alza de precios agrícolas derivó en un importante impulso demográfico entre 1450 y 1580 que llevó a la población francesa a su nivel de 1320. A este nivel, el auge demográfico chocó con la ausencia de progresos agrícolas reales desde el siglo XIV.
Aunque raros, Francia conoció ciertas innovaciones agrícolas. Nuevas especies, antes silvestres o provenientes de otros países, fueron cultivados: el melón, las alcachofas, las fresas, las frambuesas, las grosellas o incluso la coliflor. Otros cultivos, como la zanahoria, fueron mejorados. De tierras lejanas llegaron productos nuevos, como el trigo sarraceno en Normandía. El pavo y la pintada fueron traídas desde América. Pero si bien las palas metálicas se multiplican, estos progresos no transformaron verdaderamente el mundo rural.
Finalmente, el siglo XVI vio el desarrollo de la pauperización y el crecimiento de las desigualdades económicas. Esta pauperización, relacionada con la recuperación demográfica, se manifestó en un estancamiento de los ingresos que impidió a los campesinos hacer frente al aumento progresivo de los precios. A fines del siglo XV, 60 horas de trabajo permitían a un habitante promedio de Estrasburgo comprar un quintal de trigo, mientras que hacia 1570 necesitaría 200.

#### Progreso de la industria y del artesanado

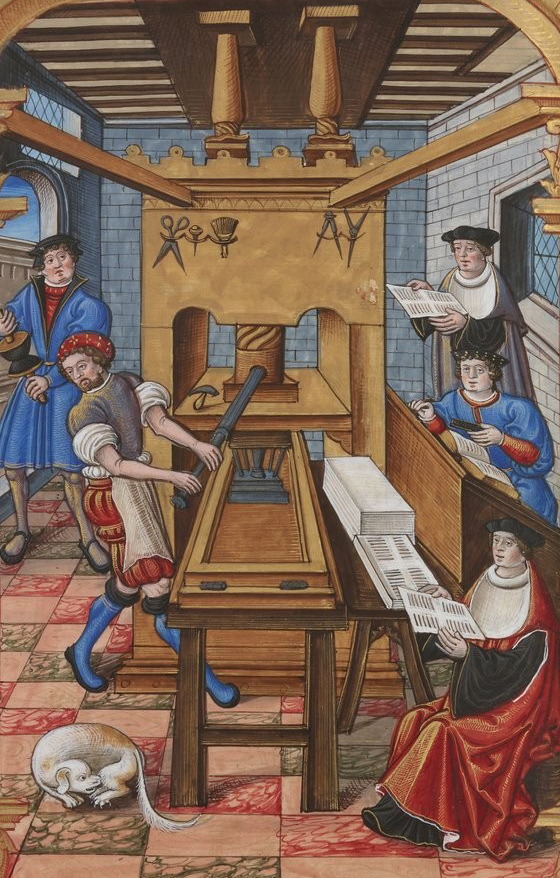
Una imprenta a inicios del.

Si el siglo XVI francés fue sinónimo de empobrecimiento para la mayoría agrícola de la población, los progresos técnicos de los otros sectores les aseguraron una relativa prosperidad. Así, se multiplicaron las obras sobre mecánica.
En la vida cotidiana de la minoría pudiente de la población, los vidrios o, algunas veces, los vitrales reemplazaron poco a poco a las telas y papeles translúcidos aplicados a las ventanas; las familias ricas se equiparon de tenedores, armarios, relojes y carrozas. Muchos de estos nuevos equipos fueron posibles gracias al desarrollo de la metalurgia, gracias a la multiplicación de las ferrerías en las regiones forestales de Champaña, Macizo Central y Bretaña, así como los altos hornos. Hacia 1525, Francia producía alrededor de 10 000 toneladas de hierro, esto es, una décima parte de la producción europea. Asociada con la metalurgia, se desarrolla la artillería con una primera manufactura importante de arcabuces en Saint-Étienne en 1516.
La industria de la lana se desarrolla al igual que la de la seda. Para hacer frente a un importante déficit comercial con Italia (la importación de seda costaba al reino entre 400.000 y 500.000 escudos de oro por año), Luis XI desarrolla la producción nacional en Tours a partir de 1466, antes de que Francisco I concediera el monopolio a la ciudad de Lyon. A inicios de siglo, se desarrollan la industria de los de artículos de punto en Troyes. La fabricación de papel y las imprentas son también prósperas, en particular la imprenta en París y, en menor medida en Lyon, mientras que la papelería tiene su centro en Angulema.

#### El comercio exterior y el surgimiento del mercantilismo
El siglo XVI, período de las grandes exploraciones europeas, vio a Francia aprovechar diversas innovaciones marítimas, que eran en su mayoría extranjeras, en el ámbito de la cartografía o de la construcción naval.
La organización de los negocios conoce también importantes progresos: la introducción desde Italia del seguro marítimo o la contabilidad por partida doble. En los puertos, se puso en marcha un sistema de financiamiento que se mantendrá hasta el siglo XIX: los dueños de navíos acuden a prestamistas para asegurar el avío de sus barcos. Se convierten entonces en empleados de una sociedad de capital compartido.
En el plano comercial y financiero, Lyon se adelanta a París gracias a la presencia de numerosos comerciantes y banqueros, mientras que las ferias de Lyon reúnen cuatro veces al año a negociantes procedentes de diferentes países de Europa. Lyon fue un tiempo el centro comercial de Europa, allí donde se negociaban los grandes pedidos entre mercaderes de diferentes horizontes. El aprendizaje de las técnicas bancarias permitió al Estado diversificar sus fuentes de financiamiento (hasta entonces limitada a los grandes banqueros), acudiendo a los ahorristas.
A su vez, el pensamiento económico se ve estimulado por las cuestiones monetarias, en particular el alza de los precios. Para Jehan de Malestroit, la depreciación monetaria se debe a la menor proporción de plata en las monedas: el valor intrínseco del metal baja y su poder de compra disminuye. Jean Bodin le responde proponiendo la Teoría cuantitativa del dinero: es el flujo de metales preciosos de América, por intermedio de España, lo que permite una emisión suplementaria de moneda, lleva a una subida de precios (inflación debida a la emisión monetaria). Estos debates contribuyeron a la aparición de un pensamiento económico laico: el mercantilismo.

### ElsigloXVII
Después de 1597, la situación económica de Francia mejoró y la producción agrícola fue beneficiada por un clima más benigno. Enrique IV y su ministro Maximiliano de Béthune, duque de Sully, adoptaron reformas monetarias que incluyeron una mejor amonedación, un retorno a las libras tornesas como moneda de cuenta, la reducción de la deuda (que había llegado a los 200 millones de libras en 1596) y una reducción de la carga tributaria de los campesinos. Enrique IV se embarcó en una amplia reforma administrativa al incrementar las obligaciones de las oficinas oficiales (la paulette), recomprar las tierras reales alienadas, mejorar los caminos y financiar la construcción de canales y plantó la semilla de una filosofía mercantilista supervisada por el Estado. Bajo el reinado de Enrique IV, se instituyeron reformas agrícolas, ya iniciadas por Olivier de Serres. Estas reformas agrícolas y económicas, así como el mercantilismo serán también las políticas del ministro de Luis XIII, el cardenal Richelieu. En un esfuerzo por contrarrestar las importaciones extranjeras, Richelieu buscó alianzas con Marruecos y Persia, y promovió la exploración de la Nueva Francia, las Antillas, Senegal, Gambia y Madagascar, aunque solo las dos primeras fueron un éxito inmediato. Estas reformas establecerían la base para las políticas de Luis XIV.
La magnificencia de Luis XIV estuvo innegablemente relacionada con dos grandes proyectos que requerían enormes sumas de dinero: la conquista militar y la edificación de Versalles. Para financiar estos proyectos, el rey creó varios sistemas tributarios adicionales, tales como la capitación (que se estableció en 1695) que gravaba a todas las personas, incluyendo los nobles y el clero, aunque se podía comprar una exención por una gran suma de dinero pagada por una sola vez, y el dixième (1710-1717 y reinstaurado en 1733), que era un impuesto sobre el ingreso y sobre el valor de la propiedad y estaba destinado a financiar los esfuerzos militares.
El ministro de finanzas de Luis XIV, Jean-Baptiste Colbert inició un sistema mercantil que usó el proteccionismo y la industria patrocinada por el Estado para promover la producción de bienes de lujo sobre el resto de la economía. El Estado estableció nuevas industrias (la tapicería real funcionaba en Beauvais y se explotaron canteras francesas de mármol), tomó el control de las industrias previamente existentes, protegió a los inventores, invitó a trabajadores de países extranjeros (para la fabricación de vidrio veneciano y ropa de Flandes, por ejemplo) y prohibió la emigración de trabajadores franceses. Para mantener el carácter de los bienes franceses en los mercados extranjeros, Colbert fijó por ley la calidad y medida de cada artículo y castigó severamente las infracciones a los reglamentos. Esta masiva inversión en (y preocupación con) los bienes de lujo y la vida cortesana (moda, decoración, cocina, mejoras urbanísticas, etc.) y la mediatización (por medio de gazetas tales como el Mercure galant) de estos productos elevó a Francia al rol de árbitro del gusto europeo.
Incapaz de abolir los aranceles sobre el tránsito de bienes de una provincia a otra, Colbert hizo lo que pudo para inducir a las provincias a equipararlos. Su régimen mejoró los caminos. Para incentivar a compañías, como la importante Compañía francesa de las Indias Orientales (fundada en 1664), Colbert les concedió privilegios especiales para comerciar con el Levante mediterráneo, Senegal, Guinea y otros lugares, para importar café, algodón, pieles, pimienta y azúcar, pero ninguna de estas empresas tuvo éxito. Colbert alcanzó un legado duradero en su establecimiento de la marina real francesa; reconstruyó las obras y el arsenal de Tolón, fundó el puerto y el arsenal de Rochefort y las escuelas navales de Rochefort, Dieppe y Saint-Malo. Fortificó, con asistencia de Vauban, muchos puertos, incluyendo los de Calais, Dunkerque, Brest y El Havre.
Las políticas económicas de Colbert fueron un elemento clave en la creación por parte de Luis XIV de un Estado centralizado y fortificado y en el ensalzamiento de su gobierno, lo que incluyó la construcción de Versalles; sin embargo, tuvieron muchos fracasos económicos: eran demasiado restrictivos con los trabajadores, lo que desanimaba la inventiva y debía ser financiado por injustificablemente altos aranceles.
La Revocación del Edicto de Nantes en 1685 creó problemas económicos adicionales: de los más de 200.000 hugonotes refugiados que escaparon de Francia hacia Prusia, Suiza, Inglaterra, Irlanda, las Provincias Unidas, Dinamarca e incluso América, muchos eran artesanos altamente calificados y dueños de negocios que se llevaron con ellos sus habilidades, negocios y, ocasionalmente, incluso sus trabajadores católicos. Tanto la expansión del idioma francés como una lingua franca europea en el siglo XVIII, como la modernización del ejército prusiano han sido acreditados a los hugonotes.
Las guerras y el mal clima de fines de siglo llevaron a la economía al abismo: para 1715, el déficit comercial había alcanzado los 1,1 trillones de libras. Para aumentar los ingresos fiscales, la talla fue aumentada, así como los precios de los puestos oficiales en la administración y el sistema judicial. Con las fronteras vigiladas debido a la guerra, el comercio internacional se tornó severamente difícil. La difícil situación económica de la vasta mayoría de población francesa (predominantemente, simples campesinos) era extremadamente precaria y la "Pequeña Edad de Hielo" tuvo como consecuencia malas cosechas consecutivas. No dispuestos a vender o transportar sus granos tan necesarios para el ejército, muchos campesinos se rebelaron y atacaron convoyes de grano, pero fueron reprimidos por el Estado. Mientras tanto, las familias ricas sobrevivieron con las existencias de granos relativamente indemnes; en 1689 y nuevamente en 1709, en un gesto de solidaridad con el sufrimiento de su pueblo, Luis XIV hizo fundir su vajilla real y otros objetos de oro y plata.

### ElsigloXVIII

#### Cambios agrícolas
El sistema de propiedad de la comunidad y de los campos abiertos implicaba muchas restricciones: la principal causa era el respeto de la rotación de cultivos trienal y de su calendario decidido por la comunidad aldeana. A esto se agregaban las cargas colectivas y un derecho a pastar. Inglaterra puso fin a este sistema que juzgó improductivo y perjudicial para la innovación para desarrollar la propiedad individual y los "cercamientos". Ciertas regiones francesas del sur practicaban un sistema bienal (la tierra estaba en reposo un año de dos) todavía menos productivo, mientras que en el oeste ciertos campesinos cultivaban hasta el agotamiento total de la tierra. Los rendimientos se mantuvieron en promedio muy bajos: de 4 a 5 granos recolectados por cada grano sembrado, lo que implicaba que un cuarto o un quinto de lo recolectado no podía ser consumido. Las praderas eran raras, así como las tierras forrajeras y la debilidad de la ganadería se traducía en una falta de estiércol, lo que volvía indispensable la rotación de cultivos para reconstituir la fertilidad de los suelos. El volumen de las cosechas y los precios agrícolas fueron sometidos a los riesgos climáticos y, por tanto, a brutales fluctuaciones de consecuencias sociales importantes.
El modelo de Inglaterra inspiró a la élite francesa y provocó un apasionamiento por la agronomía, pero que no fue necesariamente seguido por los campesinos. La crítica del open field no condujo a la sistematización de los cercamientos a causa de la resistencia popular. Fue puesta en ejecución una política fiscal en favor del desbrozamiento. Según Jean-Claude Toutain, entre 1700 y 1780, el país observó una mejora de un tercio sobre los rendimientos agrícolas, lo que se traduciría en un alza del 60% de la producción sobre el conjunto del siglo. El ritmo anual medio del crecimiento agrícola sería del orden del 0,3% en la primera mitad del siglo y del 1,4% en el último tercio.
Este progreso agrícola puede apreciarse en el auge demográfico del siglo XVIII, por el cual la población alcanzó alrededor de 21 millones de habitantes al inicio y en torno a 28 millones en vísperas de la Revolución. Hasta mediados del siglo XVIII, el crecimiento demográfico estuvo afectado por hambrunas, cuya aparición coincidió con los picos de mayor mortalidad. En la segunda mitad del siglo, si bien todavía se presenta escasez de alimentos, estos períodos son más cortos y localizados. La reducción de la amplitud de la fluctuación de los precios agrícolas durante las crisis demuestra este progreso. No obstante, la agricultura siguió manteniendo una baja productividad: en vísperas de la Revolución francesa, el rendimiento promedio siguió limitado en torno a los 5 granos por 1 semilla, mientras que en Inglaterra el ratio era de 12 a 1. Voltaire anotó: « Se escriben cosas útiles sobre la agricultura; todo el mundo los lee, excepto los labradores».
En 1774, Turgot promulgó el edicto de liberalización del comercio de granos, con el cual quitó a la policía urbana el rol de control y su misión de asegurar el respecto del "pacto de subsistencia" entre el rey y el pueblo. Este fue inmediatamente seguido por el alza de precios de los granos y, por tanto, del pan, en partido debido a las malas cosechas de los veranos de 1773 y 1774. Se denunció entonces un "pacto de hambruna" entre el rey Luis XV y los especuladores. Una ola de motines estalló de abril a mayo de 1775 en las partes norte, este y oeste del reino de Francia. La Guerra de las harinas, revuelta singular por su escala, fue reprimida por las fuerzas del orden, mientras que Turgot volvió a la liberalización, operando un retorno al control de precios del trigo (antes del retorno de la abundancia). Esta liberalización fue así contraria a la "economía moral", ruptura con respecto al principio que exige del rey de vigilar la seguridad de sus súbditos y de su aprovisionamientos en productos alimenticios.

#### El comienzo de un despegue industrial
Contrariamente a la situación en Inglaterra, ningún sector industrial prevalecía en Francia. La producción textil estaba diversificada: la lana era dominante, pero las industrias del lino y de la seda fueron igualmente importantes. Otros sectores como la construcción y las industrias alimentarias (las azucareras de Burdeos, por ejemplo) tuvieron una importancia parecida a la textil. La metalurgia siguió estando poco desarrollada. En el plano geográfico, estas industrias estuvieron relativamente dispersas. Las concentraciones, como en el caso de la seda en Lyon, siguieron siendo extrañas, a pesar de la existencia de especializaciones regionales.
En las ciudades, los artesanos estuvieron organizados en los gremios, organizaciones que administraban el conjunto de la producción de un tipo de bien en una ciudad. Junto con el Estado, reglamentaron de manera estricta la actividad que les concernía, reagrupando en su interior a empleadores, obreros y aprendices. Lucharon contra el desarrollo del capitalismo y el surgimiento de la industria moderna a fin de proteger sus oficios. En 1776, Turgot intentó suprimirlos en vano; sin embargo hicieron la competencia a las manufacturas heredadas de Jean-Baptiste Colbert que reunían a menudo a varias centenas de obreros. Podían ser públicas o privadas con un privilegio real, pero fueron también objeto de una reglamentación estricta. En este contexto, fueron raras las industrias que hacían prueba de dinamismo y dejaban aparecer a los primeros empresarios famosos, a la imagen de Christophe-Philippe Oberkampf, cuya fábrica de tela en Jouy-en-Josas contaba con aproximadamente 900 obreros en 1774.
Fuera de las ciudades, la actividad industrial rural tuvo un lugar determinante y creciente, gracias al desarrollo del "sistema doméstico". Al beneficiarse de la mano de obra a veces ociosa del campo y al buscar escapar de la reglamentación de las ciudades, los negociantes organizaron el aprovisionamiento de materias primas de obreros rurales, luego administraron la distribución sin participar en la producción propiamente dicha. En Sedán, por ejemplo, los negociantes drenaban la producción de alrededor de 10 000 campesinos. Otras industrias eran rurales por razones técnicas: así las papeleras necesitaban de cursos de agua; la metalurgia, de árboles.
Aunque menos marcados que en Inglaterra, los primeros signos de la Revolución industrial fueron visibles a fin de siglo. Las innovaciones textiles inglesas se difundieron lentamente y los progresos en el teñido textil en la fábrica de Oberkampf o en el este de Francia fueron importantes. En la metalurgia, los Wendel se lanzaron en la aventura en Le Creusot: importaron de Inglaterra la fundición a base de coque. Finalmente, en el sector del carbón, se desarrollaron empresas importantes en vista del número de sus efectivos (la Compañía de minas de Anzin contaba con 3.000 trabajadores en 1789) y de la modernidad de los medios técnicos utilizados (máquinas de vapor para bombear agua a las minas). Al final, por la mayor parte del siglo XVIII, el crecimiento industrial francés siguió siendo superior al de Inglaterra (esta última tuvo una gran aceleración alrededor de 1780).

#### El auge del comercio exterior y las finanzas

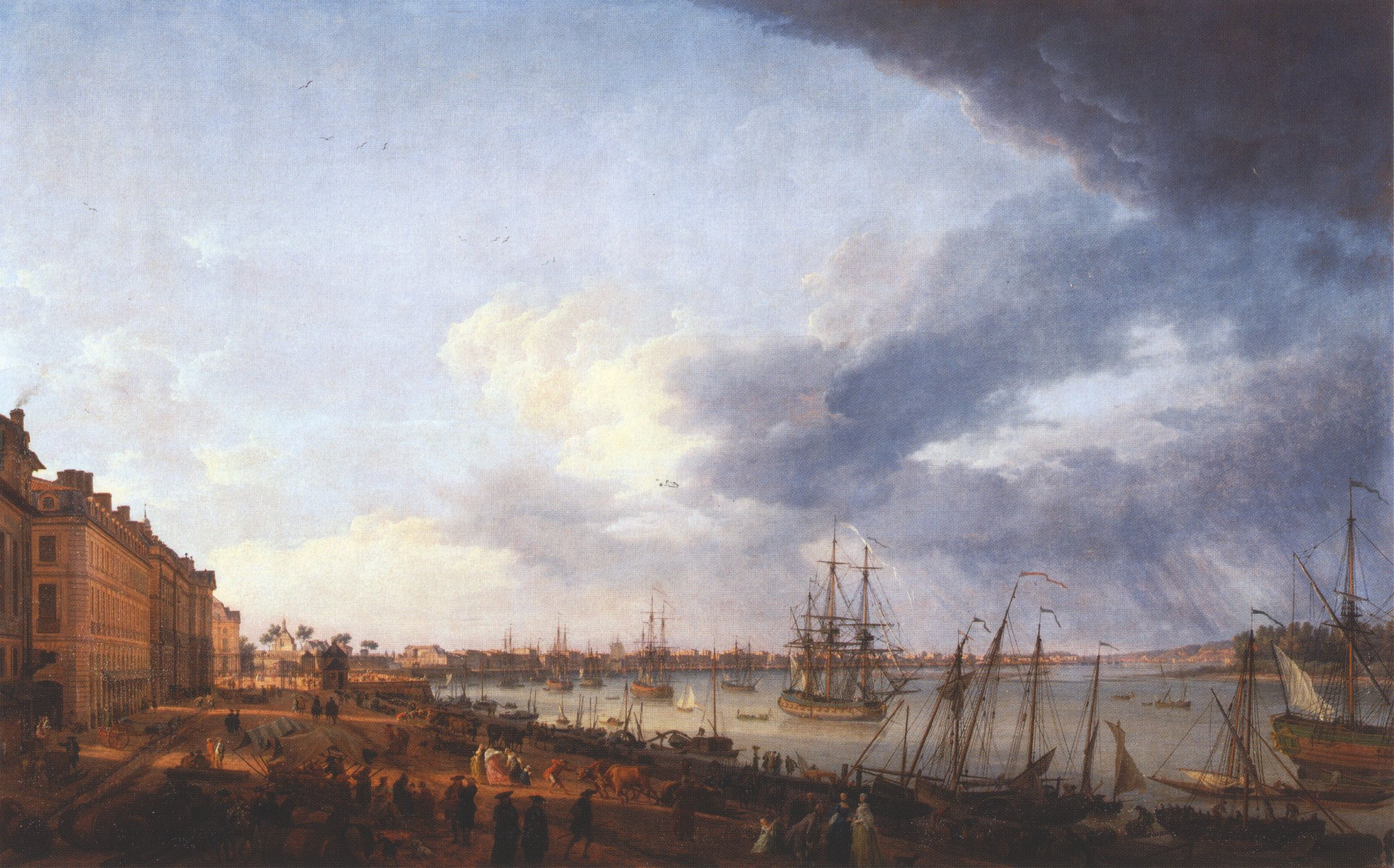
El puerto de Burdeos en el.
Claude Joseph Vernet, "Primera vista del puerto de Burdeos: tomada del lado de las Salinières".

El comercio exterior de Francia tuvo un auge importante en el siglo XVIII. Entre 1716-1720, su valor se quintuplicó gracias a la variación de los precios. Esta expansión fue muy fuerte en la primera mitad del siglo (a un ritmo de alrededor del 3% anual) y, luego, fue más mesurado (1% anual). En cambio, el crecimiento de las importaciones fue más rápido que el de las exportaciones, llevó a un déficit comercial al final del Antiguo Régimen. En términos relativos, la parte del comercio francés en el comercio mundial era la mitad del comercio inglés en 1720 (respectivamente el 8 y el 15%), mientras que la igualó en 1780 (12% para ambos países). La tasa de apertura de la economía (ratio exportaciones/PBI) fluctuó, pasando de 8% en 1720 a 12% en 1750, antes de decrecer a 10% en 1780. La naturaleza de los productos intercambiados hizo aparecer a Francia como un país relativamente industrializado: exportando productos manufacturados e importando materias primas.
Una parte importante del comercio francés se realizó en el Levante mediterráneo, pero también con las colonias, a pesar de la dislocación del primer imperio colonial por el Tratado de París (1763). El azúcar, el café, el añil y el algodón fueron los productos principales de las Antillas francesas que estaban en plena expansión, como lo testifica la multiplicación de esclavos en estas regiones: entre fines del siglo XVII y 1789, el número de esclavos en las Antillas francesas pasó de 40.000 a 500.000. Si bien la trata francesa fue menos importante que aquella organizada por los ingleses y los portugueses, esta participó en el desarrollo de ciertos grandes puertos como Nantes y Burdeos. Estos dos puertos aseguraron el comercio con las Antillas y las reexportaciones hacia los otros países europeos, mientras que en el Mediterráneo, Marsella se desarrolló gracias a Italia, España y el Levante.
A inicios del siglo, la regencia de Felipe II de Orleans estuvo marcada por la introducción del papel moneda bancario por el inglés John Law, pero el sistema de Law sufrió la especulación y el desacreditó por largo tiempo la emisión de dinero fiduciario en Francia. De manera global, las finanzas eran uno de los problemas principales del Estado en el siglo XVIII, ocasionando veleidades de reformas, buscadas por hombres como Vauban (en su Proyecto del diezmo real en 1707, deseaba gravar todos los impuestos, incluidos los de la nobleza), Turgot o Necker, pero a las cuales se oponía el orden establecido. El apoyo a los insurgentes de América del Norte no hizo más que acrecentar las dificultades financieras.

### De la Revolución francesa al Imperio
En el período 1789-1815, Francia se distanció de su vecino del otro lado del Canal de la Mancha. Mientras el Reino Unido conocía lo que Walter Whitman Rostow denominó su "despegue económico", un fuerte despegue industrial de unos veinte años, Francia experimentó un período de más lento desarrollo económico, a pesar de un cambio de régimen favorable a la burguesía.

#### La economía y la Revolución

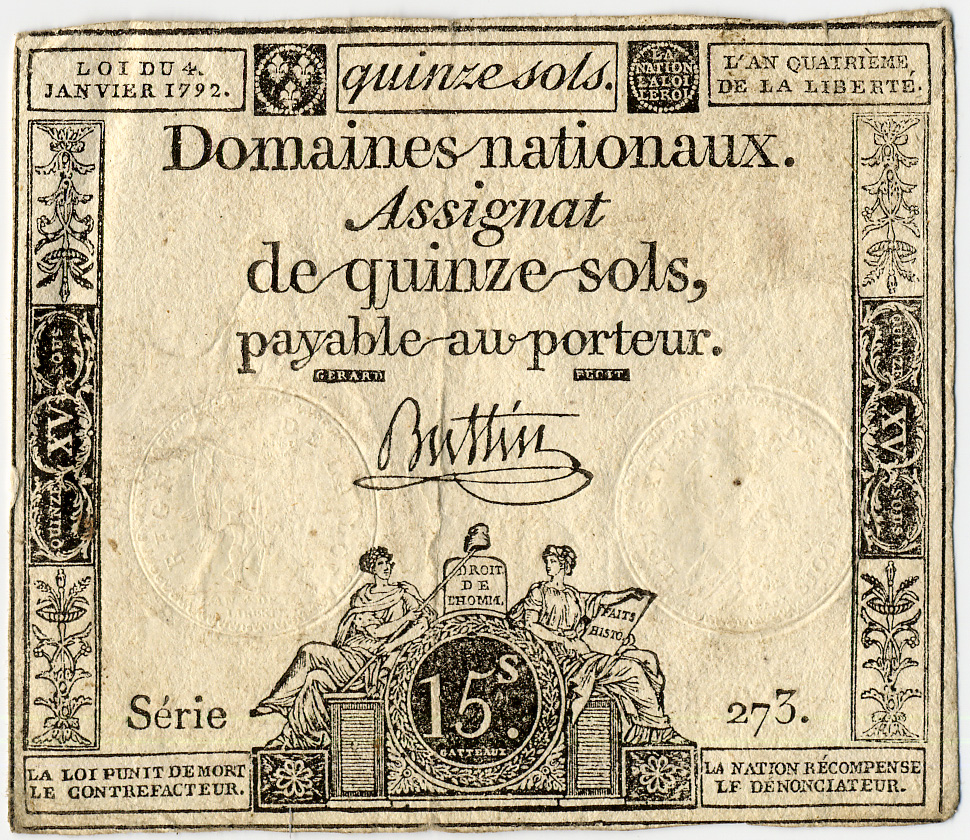
Un asignado, símbolo de la inestabilidad económica durante la Revolución.

A partir de 1784, Francia padeció una serie de crisis agrícolas que se tradujeron en crisis industriales, según el modelo de las crisis del Antiguo Régimen. El alza del precio del pan, que absorbía el 90% del presupuesto de los trabajadores en 1789, fue un sinónimo de contracción del mercado para las actividades artesanales. Además, los industriales franceses se quejaban de los efectos del tratado Eden-Rayneval, acuerdo comercial firmado entre Francia y Gran Bretaña en 1786, acusado de poner en dificultades a las industrias de ciertas ciudades. A estos problemas se añadía el riesgo de bancarrota del Estado debido a su fuerte endeudamiento y a la ausencia de una reforma fiscal. Justamente, fue el problema financiero de Francia lo que motivó la reunión de los Estados Generales, punto de inicio de la Revolución francesa.
La Revolución, en un principio liderada por la burguesía, tuvo numerosas consecuencias económicas. En primer lugar, la noche del 4 de agosto de 1789 desaparecieron los derechos feudales, supresión que modificó totalmente la división del patrimonio territorial; sin embargo, en un primer momento, la situación de la parte más modesta de la población agrícola cambió muy poco. Esta medida, que se combinó con diversas confiscaciones de bienes de la Iglesia y de la nobleza expatriada, permitió a los burgueses y a los campesinos acomodados recuperar tierras, antes que la reventa de parcelas más pequeñas beneficiara a una parte más grande de la población.
El individualismo y el liberalismo de la burguesía encontró su expresión en la Declaración de los Derechos del Hombre y del Ciudadano (que convierte a la propiedad privada en derecho inviolable), el Decreto de Allarde y, sobre todo, la Ley Le Chapelier (que prohibió las corporaciones y las coaliciones, por tanto, los sindicatos). Se instauró el principio del mercado como modo de regulación de la economía. Así, por ejemplo, las aduanas interiores fueron suprimidas.
Los trastornos de la Revolución hicieron que esta inspiración liberación fuera poco aplicada en los hechos y dejó lugar a las requisiciones, a una administración autoritaria de los precios y de los salarios e incluso a la inestabilidad monetaria vinculada con la inflación de los asignados.

#### La economía bajo el Consulado y el Imperio
Si Francia heredó de la época napoleónica progresos significativos en administración, no consiguió en este período un importante éxito económico. En el ámbito administrativo, el Código de comercio de 1807 promovió el desarrollo de empresas por acciones: distinguía las sociedades colectivas que predominaron en el siglo XIX, las sociedades anónimas (sometidas a la autorización previa del Estado) y las sociedades en comandita. El catastro volvió más eficaz y justo el régimen tributario. La creación del Banco de Francia (1800) y del franco germinal (1803) colocó un sistema monetario estable.
Las guerras del Imperio agravaron la debilidad demográfica y su financiamiento enrareció los capitales, a pesar de que los mandos militares estimularon ciertas industrias. Los obstáculos que levantaron al comercio la guerra marítima permitieron el auge de actividades económicas de substitución, cuyo ejemplo típico es la remolacha. No obstante, el resultado global de la guerra marítima fue el desplome del comercio exterior francés, de cuyas consecuencias sufrieron los puertos del Atlántico. La reducción del comercio impidió la transferencia tecnológica desde el Reino Unido, y provocó dificultades de aprovisionamiento para la industria del país: el algodón era cuatro veces más caro en Francia que en Inglaterra.
En la agricultura, los resultados del Imperio parecían poco convincentes. La papa se generalizó, participando en la disminución del barbecho. Por tanto, en el período de 1803-1812, la tasa de crecimiento anual media del producto agrícola no fue más que del 0,3%, inferior al crecimiento demográfico de por sí bastante débil (0,5%). La propiedad campesina progresó, pero la repartición de las tierras entre los hijos herederos (de acuerdo al Código Civil) provocó la fragmentación.
En la industria, fue Bélgica la que se benefició, al interior del Imperio, del desarrollo de la metalurgia y de la producción del carbón. Los progresos de la industria textil no impidieron que el Reino Unido adelantara su avance en la producción de cotonadas. No obstante, se constataron varias innovaciones que participaron en la prosperidad de sectores como la seda en Lyon (telar de Jacquard) o los primeros desarrollos de la industria química (soda cáustica por Nicolas Leblanc durante la Revolución).
En el plano geográfico, el período del Consulado y del Imperio anunció el desplazamiento del dinamismo económico: dificultades sobre la costa atlántica, desindustrialización del oeste y del suroeste, y desarrollo de la industria en el este del país.

## De 1815 a 1945

### Consideraciones generales sobre la industrialización francesa
Entre las grandes naciones industriales del siglo XIX, Francia ocupa un lugar especial. Su despegue industrial fue uno de los más precoces, después del seguido por el Reino Unido, pero no ha sido nunca tan rotundo como en los otros países, lo que explica que, a pesar de su avance, la industria francesa se ubicó detrás de las de Estados Unidos y Alemania a fines de siglo XX. Un signo evidente de esta evolución original fue el gran incremento absoluto del número de agricultores. De hecho, por largo tiempo, los historiadores han atribuido a Francia un ritmo lento de industrialización. La puesta en comparación del crecimiento industrial y del débil crecimiento demográfico matiza fuertemente ese pesimismo: en 1860, la producción manufacturera por habitante de Francia no fue superada en Francia más que, muy largamente, por aquella del Reino Unido y, en menor medida, por la de Bélgica y Suiza. Entonces, es comparable a la de Estados Unidos.
Este crecimiento es también irregular, pero se trata de un fenómeno común a las naciones industriales. Los ciclos económicos han sido observados tan temprano como en 1861, cuando Clement Juglar remarcó una periodicidad de entre 7 y 10 años en el movimiento de los negocios. Estas fluctuaciones se insertan a sí mismas en ciclos más largos, de una duración de medio siglo y comprenden una fase de prosperidad y una de desaceleración, destacadas por Nikolái Kondrátiev. La interpretación más famosa de las crisis es la proporcionada por Joseph Alois Schumpeter, según la cual, la innovación al inicio del período de prosperidad es sinónimo de rentas temporales para las empresas que se apresuren a prestarse dinero para invertir en ella y beneficiarse, estimulando así la creación monetaria y el conjunto de la actividad económico. En un segundo momento, las innovación ya estarán generalizadas y las empresas no recurrirán más al crédito y la masa monetaria dejará de crecer, por lo que la actividad económico se reducirá mientras que los precios tenderán a disminuir.

### El despegue industrial

#### Ventajas y desventajas a vísperas del despegue industrial
A inicios del siglo XIX, Francia sufría cierta cantidad de desventajas que la impedían alcanzar un crecimiento económico comparable con el del Reino Unido. Del lado de la demanda, la debilidad del crecimiento demográfico, en comparación con otros países de Europa, redujo el mercado interior, mientras que en el plano exterior, el dominio británico de los mares perjudicó al comercio. Francia no lograba ser competitiva en las industrias del momento (productoras de telas de algodón) y debió concentrarse en las exportaciones para las cuales la importancia de la calidad le confería una ventaja fuera del precio: su tradición industrial dotó al país de una mano de obra calificada.
El esfuerzo de Inglaterra para mantener su liderazgo tecnológico, que tomó la forma hasta 1843 de una prohibición de la exportación de maquinarias, benefició a Francia. A pesar de esta prohibición, se permitieron las transferencias de tecnologías por medio del envío de máquinas en piezas desmontadas, de técnicos inglesas y la entrada de industriales francesas para que observen lo realizado en Inglaterra, mientras que globalmente el país fue obligado a desarrollar su propia industria mecánica, evitando así una dependencia tecnológica a largo plazo.
La industria padeció de una falta estructural de carbón: entre 1820 y 1860, el consumo francés de carbón no hizo más que decuplicarse, mientras que la producción solo se multiplicó por diez, lo que se tradujo en una multiplicación por 22 de las importaciones de esta materia prima. El problema del carbón también estuvo ligado a la insuficiencia de redes de transportes, lo que se añadió a su costo: se extraía en el Norte y viajaba con dificultad a la industria metalúrgica ubicada en el Macizo Central.
En cambio, el país no carecía de capitales. En 1860, los bancos franceses acumularon depósitos 50 veces inferiores a los británicos; sin embargo, el autofinanciamiento fue suficiente para el surgimiento de la industria textil (pequeñas inversiones permitieron importantes rendimientos que podían ser reinvertidos), mientras que la "alta banca" se aseguró el financiamiento de infraestructuras más costosas (minas, canales y, más tarde, los ferrocarriles). La Bolsa de París, instalada en un nuevo local: el Palacio Brongniart, en 1826, conoce un crecimiento importante: de 1816 a 1830, había emitido 187 millones de francos en acciones, contra 975 millones entre 1831 y 1848.

#### Los progresos agrícolas
La economía de Francia del siglo XIX siguió estando dominada por la agricultura, mientras que la población del país continuó siendo esencialmente rural. Según la historia cuantitativa, entre 1820 y 1870, la agricultura francesa tuvo un crecimiento que, desde el punto de vista histórico, no fue superado hasta aquel posterior a la Segunda Guerra Mundial. La tasa de crecimiento anual promedio de producción agrícola fue del 1,2%. La superficie cultivada se incrementó con la extensión de los cultivos de remolacha, de pastos o, más generalmente, la disminución de la rotación de cultivos. Algunas innovaciones como las primeras espigadoras, el reemplazo de las hoces por guadañas y el progreso de la papa contribuyeron también a esta prosperidad.
De manera general, este progreso contribuyó a una elevación del poder adquisitivo que estimuló el surgimiento de las industrias de bienes de consumo, los cuales participaron en la reducción de las crisis del Antiguo Régimen, en las cuales una crisis agrícola repercutía en la industria.
Es notable que varios historiadores económicos, como Paul Bairoch o Walter Whitman Rostow, han convertido a la "revolución agrícola" en una etapa de desarrollo y en una condición del despegue industrial.

#### El despegue industrial bajo la monarquía

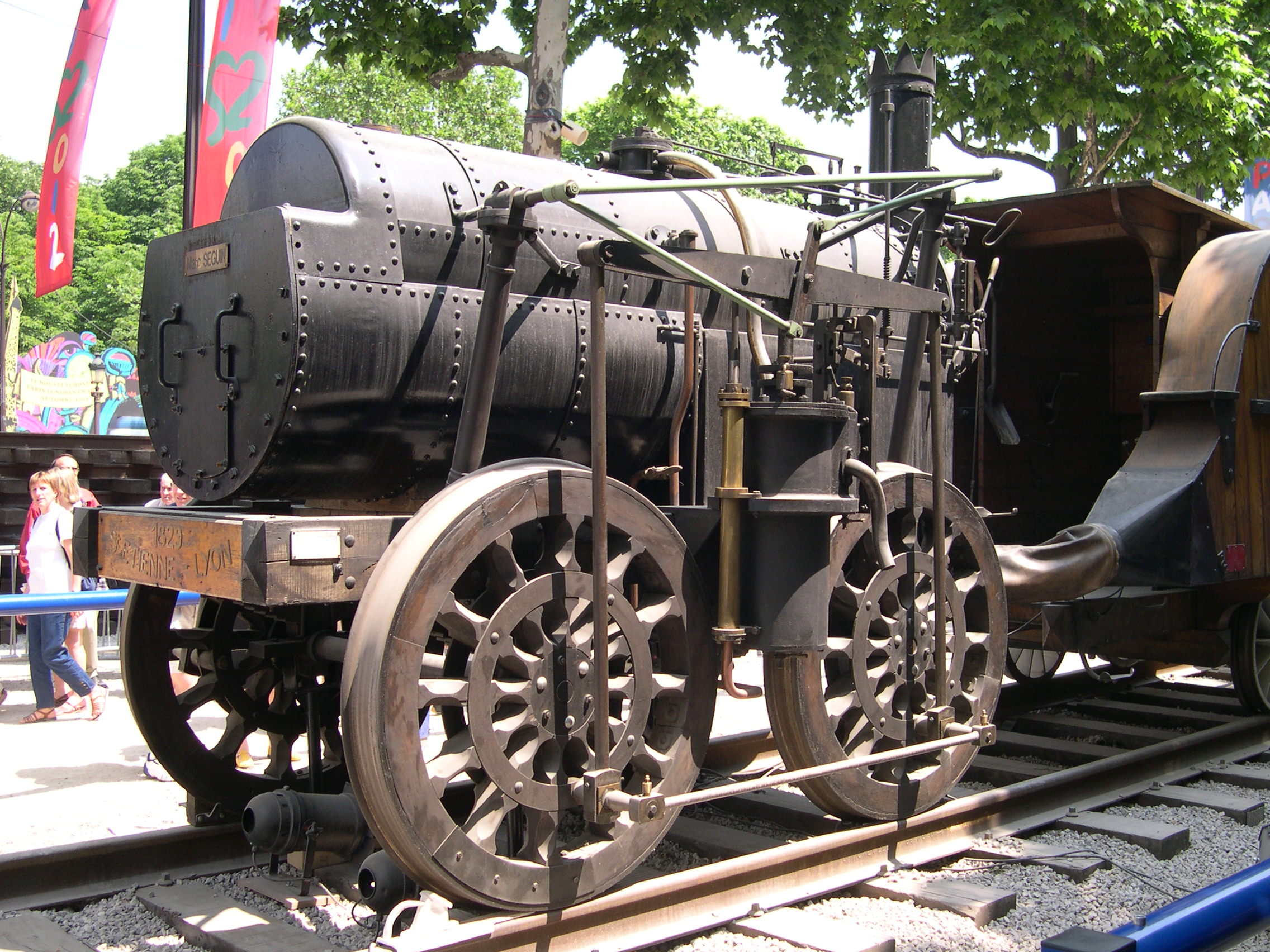
Une locomotora de Marc Seguin, ingeniero francés y colaborador del inglés George Stephenson.

Junto al progreso agrícola, se unió un factor favorable para el despegue industrial: el desarrollo de los transportes. La red tradicional (con exclusión de las vías férreas) se ha más que triplicado entre 1815 y 1848, con la construcción de canales para asegurar el aprovisionamiento de las industrias y el desarrollo de la red carretera. Entre 1800 y 1850, el costo del transporte terrestre casi se dividió en dos.
Fue entre 1820 y 1840 que Walter Whitman Rostow sitúa el despegue francés. En efecto, en el período de 1815-1848, la industrialización del país tuvo una fuerte aceleración. En 1815, Francia producía alrededor de 120.000 toneladas de hierro fundido, esencialmente a la leña, producción que aumentó a 450.000 toneladas en 1848, de las cuales alrededor de la mitad al coque. La primera línea de ferrocarril estuvo abierta en 1832 y la red llegó a tener 3.000 km en 1850. Entre 1790 y 1820, la producción de carbón difícilmente superaba los 0,8-1,1 millones de toneladas, es decir un crecimiento del 37% en un período de treinta años. En los treinta años que siguieron, esta producción aumentó a 5 millones de toneladas, es decir, un crecimiento del 350%. En la industria textil, la producción de algodón con hilados se cuadriplicó entre 1815 y 1848.
Si sus rendimientos hicieron de Francia la segunda gran potencia en experimentar el despegue industrial, no permitieron alcanzar al Reino Unido: la producción francesa de carbón en 1850 era similar a la británica de 1790.

#### La tercera República y el Segundo Imperio
En el campo económico y social, los resultados de Napoleón III, inspirado por Henri de Saint-Simon así como por su exilio en Gran Bretaña, fueron sin duda mejores que los de su tío quien había asegurado a Francia un Estado y una administración sólida. Jacques Marseille destacó que: «El cuidado de plegarla a las exigencias y limitaciones de la revolución industrial debía corresponder a Napoleón III. Algo para hacerlo menos popular que su tió, ya que es difícil en Francia preferir el mercado que al Estado.»
De hecho, los años 1850 y 1860 fueron la ocasión de una prosperidad económica real. En el plano financiero, Napoleón aprovecha la coyuntura: el descubrimiento de oro en California y en Australia. El elevado porcentaje de ese oro que terminó en Francia permitió la expansión monetaria, la cual estimuló los negocios. Por otra parte, en esta época, se estableció la red de bancos de negocios: los Hermanos Péreire establecen un sistema de financiamiento por obligación de las empresas que, a pesar de la quiebra del banco en 1867, influencia al resto del sector, donde los Rothschild conservaron su posición. Otro banco que proporcionó préstamos a largo plazo, el Crédit foncier, fue creado en 1852. La red de bancos de depósitos aparece también en esta época: el Crédit industriel et commercial (1859), el Crédit Lyonnais (1863) y la Société Générale en 1864. Estos bancos permitieron atraer el dinero de los pequeños ahorradores. La distinción neta de los bancos de depósitos y de los bancos de negocios no se realizará más que progresivamente a iniciativa de Henri Germain, fundador del Crédit lyonnais, a fin de asegurar la estabilidad del sistema bancario. Consistió en no prestar más a largo plazo los ahorros de corto plazo.
En su fase liberal, el Imperio flexibilizó la legislación sobre la creación de empresas: la creación de las sociedades anónimas fue totalmente liberalizada en 1867, tras una liberalización parcial de 1863.

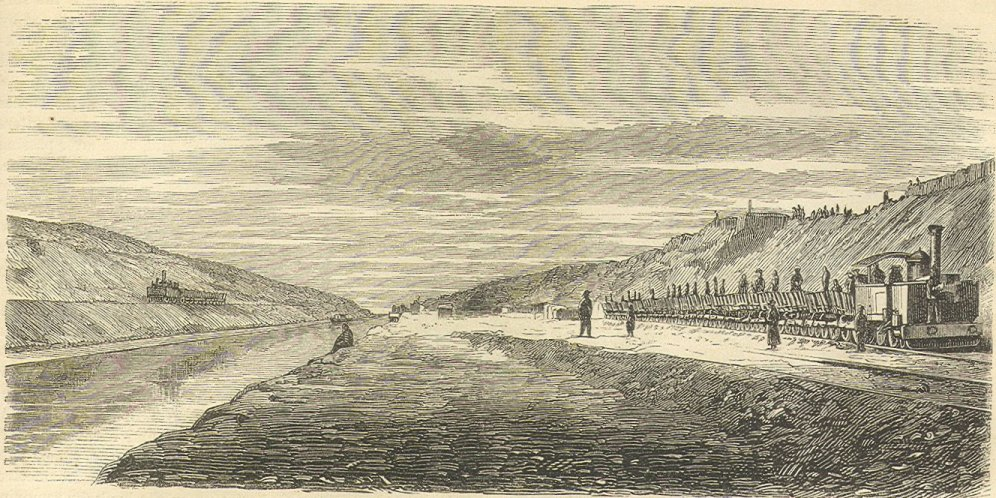
El canal de Suez en construcción, un logro económico importante del Segundo Imperio Francés.

Las obras públicas emprendidas por el Segundo Imperio fueron muy importantes. La red de ferrocarriles pasó de 3.000 km en 1850 a 17.500 km en 1870. Napoleón promovió la realización del canal de Suez, inaugurado en 1869, el cual revolucionó el transporte marítimo entre Europa y el océano Índico. El auge de los ferrocarriles estimuló directamente a la industria siderúrgica. Las obras públicas incluyeron también la renovación completa de París por el Barón Haussmann, así como de otras ciudades como Lyon.
Napoleón III estaba también convencido de las virtudes del comercio libre: confió a Michel Chevalier negociar secretamente con Richard Cobden un acuerdo comercial entre Francia y el Reino Unido. Firmado en 1860, este acuerdo fue calificado de « golpe de estado comercial» por los industriales franceses que temían ser arruinados por la competitividad de la economía británica; sin embargo, el tratado provocó la multiplicación de acuerdo de libre comercio entre las diferentes naciones europeas, creando, a causa de la cláusula de la nación más favorecida, una primera era relativa de comercio libre en el continente. Siempre a escala europea, Napoleón III soñaba con una unión monetaria que condujo a la creación de la Unión Monetaria Latina.
Finalmente, Napoleón III estableció una política social real: acordó el derecho de huelga en 1864 y se pronunció a favor de la supresión del livret ouvrier, documento que ataba a los obreros a cumplir un horario muy estricto. Si los obreros descubrieron el derecho de huelga, la burguesía descubrió las grandes tiendas: Aristide Boucicaut creó Le Bon Marché en 1852. Esta creación fue seguida por la aparición de marcas célebres: Au Printemps (1865), La Samaritaine (1869).

### La Tercera República
La Tercera República (1870-1940) fue el primer régimen francés en mantenerse por un largo período desde 1789. Después de la caída de la monarquía absoluta, Francia experimentó sin éxito con siete regímenes políticos en solo 80 años. Estas dificultades explicarían las dudas de la Asamblea Nacional para establecer qué tipo de régimen sería. Finalmente, se decidió instaurar una república parlamentaria de tipo bicameral.
La Tercera República surgió, así, debido al vacío de poder creado al ser derrotado Napoleón III en la Batalla de Sedán durante la guerra franco-prusiana, derrota que puso fin al Segundo Imperio tras 18 años de existencia.
En un primer momento, la dinámica creada va a implantar en Francia una sólida tradición republicana, gracias en particular a la escolaridad obligatoria, pública y laica. En un segundo momento, la usura y un duro enfrentamiento con la Alemania Nazi van a poner en evidencia las consecuencias nefastas de un debilitamiento muy marcado del poder ejecutivo y van a llevar a la caída del régimen cuando este no pudo contener la invasión nazi; sin embargo, su mayor logro fue sobrevivir a la Primera Guerra Mundial.

#### La Belle Époque
Tras el fin de la guerra franco-prusiana de 1870-1871 y hasta el estallido de la Primera Guerra Mundial de 1914, Francia vivió un período de pujanza económica que será a posteriori designado como la Belle Époque. Esta designación reflejaba los cambios acaecidos en la sociedad a causa de la expansión del imperialismo y el fomento del capitalismo. Se trató de una época de enorme fe en la ciencia y el progreso como benefactores de la humanidad, donde las transformaciones económicas y culturales que generaba la tecnología influían en todas las capas de la población (desde la aristocracia hasta el proletariado).
Es difícil precisar cuándo tuvo lugar el cambio en la tendencia económico, aunque se utiliza generalmente el año de 1896 debido al retorno de la inflación. Así, el ritmo de crecimiento (tasa media anual) del producto industrial pasó del 1,6% en el período 1870-1896 a 2,4% en el período 1896-1913.
El auge industrial estuvo relacionado en parte con las innovaciones tecnológicas, cuyo ejemplo por excelencia es el automóvil, sector aparecido en la transición de dos siglos y del cual Francia se convirtió en el segundo productor mundial. Fue en esta época que aparecieron las grandes empresas de esta industria, como Peugeot, Berliet o Renault. A pesar de ello, el sector se mantuvo muy disperso: había 155 constructores de automóviles en 1914. Si la innovación data del inicio del período, fue al final de este que se presentó su verdadero boom: 45 000 automóviles fueron producidos anualmente, mientras que solo 107 000 fueron inscritos en Francia. Asimismo, se desarrollaron precozmente otras industrias, tales como la aeronáutica o el cine.
Entre los sectores industriales recientemente surgidos, el eléctrico tuvo un crecimiento importante en la época: su consumo se quintuplicó entre 1900 y 1913. Vinculadas con la electricidad, se desarrollaron ciertas industrias metalúrgicas (el aluminio, cuya producción se decuplicó entre 1900 y 1913) y químicas. Las industrias tradicionales aprovecharon también la coyuntura: la metalurgia vio agrandarse su mercado por las nuevas industrias, desarrollándose en particular en Lorena.
Las exposiciones universales de 1889 y de 1900 fueron signos del dinamismo económico de Francia. La construcción de la Torre Eiffel, con ocasión de la exposición de 1889 en París, no es más que una de las varias manifestaciones que se pueden encontrar en una ciudad como París en la época: la electricidad, los buses, los automóviles (y, en particular, los taxis) aparecieron en este período.
La agricultura, sector donde el crecimiento pasó de una tasa media anual de 0,1% entre 1860 y 1890 a una tasa de 0,9% entre 1890 y 1913, se benefició también de la expansión económica.
En 1870, las primeras señales del declive industrial y económico francés empezaron a aparecer, en contraste con su nuevo vecino en la recientemente unida Alemania de Bismarck. La derrota total de Francia en la guerra franco-prusiana no fue tanto una demostración de debilidad francesa como del militarismo y la potencia industrial alemana. 

#### Guerra total
Para 1914, el armamento y la industrialización general alemana habían superado no solo de Francia, sino de todos sus vecinos. Poco antes, Francia estaba produciendo alrededor de un sexto de carbón que Alemania, menos de un tercio del arrabio producido y una cuarta parte de la producción alemana de acero. Francia junto con los otros competidores de Alemania había entrado en una carrera armamentista que, nuevamente, estimuló temporalmente el gasto, a la vez que redujo el ahorro y la inversión.
La Primera Guerra Mundial produjo un resultado económico desastroso para todas las partes (excepto para Estados Unidos y Japón), no solo para quienes la perdieron. Como lo predijo John Maynard Keynes en su libro post-Conferencia de Versalles, las fuertes reparaciones de guerra impuestas sobre Alemania no solo fueron insuficientes para reanimar la recuperación económica francesa, sino que dañaron en gran medida a Alemania que era su gran socio comercial; por tanto, daño también a Francia.

#### Período de entreguerras
Los años 1920 fueron un período de diversificación de la producción, así como de intensificación y de racionalización del esfuerzo de inversión en la industria. Gracias a la depreciación del franco, las exportaciones se incrementaron (42% entre 1923 y 1927); sin embargo, las posiciones adquiridas en la exportación fueron temporales y cuando el franco se estabilizó a fines de los años 1920, no se pudieron conservar algunos mercados nuevos (como el automotriz o el de la seda). Se produjo una modificación estructural de las exportaciones con una caída de los productos de lujo, bienes que no son realmente industriales, en beneficio de los productos manufacturados resultante de procesos de fabricación fuertemente capitalistas.
Francia debía devolver una deuda colosal a Estados Unidos. Para ello, contaba con las fuertes reparaciones de guerra que había impuesto sobre la Alemania derrotada. Los costos de la reconstrucción en el noreste del país eran considerables, sin embargo, el flujo monetario de Francia hacia Alemania ampliaba mecánicamente el déficit comercial y el franco se depreció. No fue hasta la aparición del franco poincaré en 1926 que la debacle del franco, también conectado con factores psicológicos, se detuvo. Dividido entre el deseo de volver a la paridad previa a la guerra (para no empobrecer a la clase media) y la voluntad de no comprometer el desarrollo del comercio internacional, en junio de 1928, el Gobierno fijó legalmente el patrón oro del franco a un nivel correspondiente a una división entre 5 del franco de antes de la guerra, rompiendo la solidaridad monetaria con los otros países anglosajones. Las autoridades monetarios franceses convirtieron una parte importante de sus divisas en oro, lo que creó un factor de atracción mundial que contribuyó a obligar al Reino Unido a romper la convertibilidad oro de la libra esterlina en diciembre de 1931. La depreciación del franco creó un islote de prosperidad en Francia hasta 1931, pero agravó las dificultades de los otros países industrializados. A partir de 1931 y de las devaluaciones practicadas por otros países, las exportaciones cayeron, la producción disminuyó y el desempleo aumentó. Tras dos años de recesión, Francia permaneció en un «estado vegetativo» hasta 1935 debido a malas políticas económicas. La crisis fue, esencialmente, una crisis de la inversión y del ahorro, provocada por la caída de los beneficios a raíz de la deflación (el índice de los precios industriales cayó un 25% entre 1931 y 1935). La crisis afectó de manera diferente a los trabajadores de los sectores expuestos a la competencia internacional y a la población protegida (funcionarios, jubilados, etc.); sin embargo, en todo el período, el desempleo nunca llegó al nivel alemán o británico.
Empeñados en mantener el mismo valor del franco, el Gobierno redujo el gasto del Estado e impuso disminuciones en las tasas de arrendamiento, con la vana esperanza de que una menor demanda provocaría una disminución de los precios suficiente para restablecer la competitividad-precio. Simultáneamente, los Gobiernos llevaron una política malthusiana y fueron al rescate de empresas en dificultades que no podían permitirse colapsar; de esta manera, surgieron Air France en 1931 y la SNCF en 1937. Asimismo, el Estado promovió las alianzas entre empresas que alejaran el riesgo de quiebra, pero que limitaron el alcance de la deflación y perjudicaron los ingresos de los consumidores. El período de entreguerras se caracterizó por la ausencia de todo esfuerzo sistemático de parte del Estado para administrar de manera coherente los nuevos tributos que imponía sobre la economía. Ni el intervencionismo estatal en el sector energético y de los transportes ni las acciones para controlar o mantener ciertos precios se inscribieron en algún plan conjunto.
El Frente Popular llegó al poder e impuso la semana laboral de 40 horas; esta ley privó a la producción de toda su elasticidad, lo que dificultó las posibilidades de éxito de la política de crecimiento por el consumo que llevó a cabo simultáneamente el Gobierno de Blum. Los precios aumentaron nuevamente y la producción industrial se estancó, a pesar de la devaluación del franco (-29% en septiembre de 1936): Francia se halló en estanflación.
En 1938, el Gobierno decidió realizar fuertes devaluaciones del franco (en mayo de ese año, el franco valía 36% de su valor en 1928) y los Gobiernos de Daladier llevaron a cabo una política económica liberal que aumentó el potencial de producción por medio de una política de oferta que incentivó la inversión privada, liberó los precios, transfirió los gastos de las obras públicas hacia los gastos militares. El cambio fue dramático: la producción aumentó en un 15% entre noviembre de 1938 y junio de 1939, la inflación se detuvo y el franco se estabilizó.

## Después de 1945
La reconstrucción tuvo lugar de manera gradualmente y la confianza hacia el futuro regresó con la explosión de natalidad que se inició en 1942. La convergencia tecnológica de los Treinta gloriosos se logró gracias a un gran aumento de las horas de trabajo.

### La reconstrucción y el estado de bienestar
Tomó muchos años reparar las fuertes pérdidas materiales, ya que las batallas y los bombardeos habían destruido ciudades, fábricas, puente y vías férreas. En total, alrededor de un millón doscientos mil edificios fueron destruidos o dañados.
En 1945, el gobierno provisional, presidido por Charles de Gaulle y compuesto de comunistas, socialistas y gaullistas, nacionalizó los sectores claves de la economía (energía, transporte aéreo, bancos de depósitos, aseguradoras) y grandes empresas como Renault, creó la seguridad social y los comités de empresa. Un verdadero estado de bienestar se puso en funcionamiento. La planificación económica fue emprendida con la creación del Comisariado general del Plan en 1946, cuya dirección fue confiada a Jean Monnet; el primer «Plan de modernización y de equipamiento» para el período 1947-1952 abarcó las actividades básicas (energía, acero, cemento, transportes, agricultura); el segundo Plan (1954-1957) tuvo objetivos más amplios: construcción de viviendas, acondicionamiento del territorio, investigación científica, industrias de transformación.

### General
- Braudel, Fernand (1992). Civilization and capitalism, 15th-18th century (Civilisation matérielle, économie et capitalisme). Berkeley: University of California Press, ISBN 0-520-08114-5 (v. 1), ISBN 0-520-08115-3 (v. 2), ISBN 0-520-08116-1 (v. 3).
- Braudel, Fernand (1985). The wheels of commerce (Jeux de l'Echange). Londres: Fontana Press, ISBN 0-00-686078-8.
- Pirenne, Henri (1966). Economic and social history of medieval Europe. Nueva York: Harcourt, Brace & World.
- Riché, Pierre (2007). Histoire de la France des origines à nos jours bajo la dirección de Georges Duby, Larousse.

### Medieval
- Asselain, Jean-Charles (1984). Histoire économique de la France du s. XVIIIe à nos jours (2 volumes). París: Seuil.
- Bloch, Marc y Léopold Benjamin [1961] (1989). Feudal society (Société féodale) traducción de L. A. Manyon; con una introducción de T. S. Brown. Londres; Nueva York: Routledge, ISBN 0-415-03917-7 (hbk.), ISBN 0-415-03916-9 (pbk. v.1), ISBN 0-415-03918-5 (pbk. v.2).
- Bouchard, Constance Brittain (1991). Holy entrepreneurs: Cistercians, knights, and economic exchange in twelfth-century Burgundy. Ithaca, N.Y.: Cornell University Press, ISBN 0-8014-2527-1.
- Contamine, Philippe; Marc Bompaire, Stéphane Lebecq, Jean-Luc Sarrazin (1971). L'économie médiévale. París: Armand Colin.

### Historia moderna
- Aftalion, Florin (1990). The French Revolution, an economic interpretation (Economie de la Révolution française), traducción de Martin Thom. Cambridge [UK]; New York: Cambridge University Press; Paris: Editions de la Maison des sciences de l'homme, ISBN 0-521-36241-5, ISBN 0-521-36810-3.
- Ellis, Geoffrey James (2003). The Napoleonic empire. Houndmills, Basingstoke, Hampshire; Nueva York: Palgrave Macmillan, ISBN 0-333-99005-6.
- Farmer, Sharon A. (2002). Surviving poverty in medieval Paris: gender, ideology, and the daily lives of the poor. Ithaca, N.Y.: Cornell University Press, ISBN 0-8014-3836-5.
- Heller, Henry (1996). Labour, science and technology in France, 1500-1620. Cambridge, [UK]; Nueva York: Cambridge University Press, ISBN 0-521-55031-9.
- Hoffman, Philip T. (1996). Growth in a traditional society: the French Countryside, 1450-1815. Princeton, N.J.: Princeton University Press, ISBN 0-691-02983-0.
- Le Roy Ladurie, Emmanuel (1974). The peasants of Languedoc (Paysans de Languedoc). traducción e introducción de John Day. Urbana: University of Illinois Press, ISBN 0-252-00411-6.
- Lewis, Gwynne (2005). France, 1715-1804: power and the people. Harlow, England; Nueva York: Pearson/Longman, ISBN 0-582-23925-7.
- Shatzmiller, Joseph (1990). Shylock reconsidered: Jews, moneylending, and medieval society. Berkeley: University of California Press, ISBN 0-520-06635-9.
- Szostak, Rick (1991). The role of transportation in the Industrial Revolution: a comparison of England and France. Montreal: McGill-Queen's University Press, ISBN 0-7735-0840-6.
- Winks, Robin W. y Thomas E. Kaiser (2004). Europe, 1648-1815: from the old regime to the age of revolution. Nueva York: Oxford University Press, ISBN 0-19-515445-2, ISBN 0-19-515446-0.

### Historia contemporánea
- Asselain, Jean-Charles (1984). Histoire économique de la France du XVIIIe siècle à nos jours. París: Seuil, 2 vols.
- Caron, François (1995). Histoire économique de la France XIXe - XXe siècle. París: Armand Colin.
- Clapham, Sir John H. (1944) The Economic Development of France and Germany.  Official Historian of Bank of England.
- Cohen, Daniel (1994). Les Infortunes de la prospérité, Julliard.
- Fourastié, Jean [1979] (2004). Les Trente Glorieuses. París: Hachette.
- Lebovics, Herman (2004). Bringing the Empire back home: France in the global age. Durham: Duke University Press, ISBN 0-8223-3260-4.
- Hancké, Bob (2002). Large firms and institutional change: industrial renewal and economic restructuring in France. Oxford; Nueva York: Oxford University Press, ISBN 0-19-925205-X.
- Johnson, H. Clark (1997). Gold, France, and the Great Depression, 1919-1932. New Haven [Conn.]; Londres: Yale University Press, ISBN 0-300-06986-3.
- Price, Roger (1981). An economic history of modern France, 1730-1914. Londres: Macmillan, ISBN 0-333-30545-0, ISBN 0-333-29321-5
- Price Roger (1975). The economic modernisation of France, 1730-1880. Nueva York: Wiley, ISBN 0-470-69722-9.
- Rosanvallon, Pierre (1981). La Crise de l’État-providence.
- Sauvy, Alfred (1965)., Histoire économique de la France entre les deux guerres. Fayard, 3 volúmenes.